# Franken (Volk)

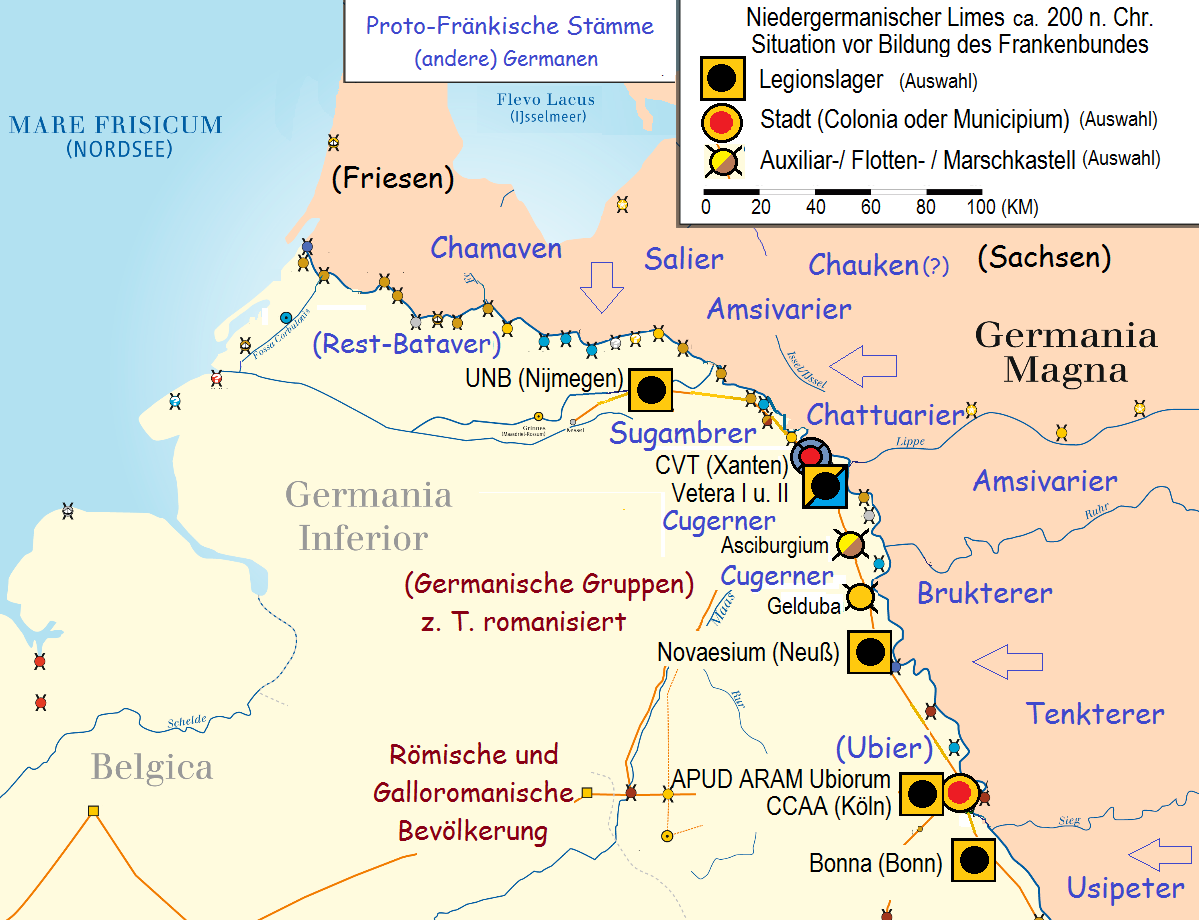
Lage an der Grenze zum Niedergermanischen Limes – Germanische Stämme vor der „Fränkischen Genese“

Die Franken (sinngemäß „die Mutigen, Kühnen“) gehören zur Gruppe der Rhein-Weser-Germanen. Sie formierten sich als Gruppe im 3. Jahrhundert. Im Umfeld der Teile Germaniens, die von den Römern besetzt waren, entstanden die Franken durch Bündnisse mehrerer Kleinstämme.
Die Franken (lateinisch Franci) wurden im Jahre 291 in einem Panegyricus, also einer prunkvollen Rede, auf die Kaiser Diokletian und Maximian erwähnt. Um 360/61 berichtete der spätantike römische Historiker Aurelius Victor in seinen Kaiserviten, dass die Völker der Franken (Francorum gentes) bereits Ende der 250er Jahre Gallien verwüstet hätten. Salische Franken (auch Salier genannt) und Rheinfranken expandierten zunächst räumlich getrennt. Die Salier breiteten sich über Toxandrien nach Gallien aus, die Rheinfranken über den Mittelrhein und das Moselgebiet nach Süden und in die ehemals linksrheinische römische Provinz Gallia Belgica. Fränkische Krieger dienten dem Kaiser im 4. und 5. Jahrhundert als foederati, bevor sie im Übergang von der Spätantike ins Frühmittelalter das bedeutendste germanisch-romanische Nachfolgereich im Westen gründeten. Dort wurde der letzte weströmische Kaiser 476 abgesetzt. Der merowingische König Chlodwig I. vereinigte in den Jahren um 500 erstmals die Teilverbände der Salfranken und Rheinfranken und schuf das Fränkische Reich, das unter dem Karolinger Karl dem Großen seine größte Ausdehnung erfuhr.
Franken und die ortsansässigen Bevölkerungen vermischten sich im Laufe der Zeit sprachlich und kulturell. Im Westen dominierte die galloromanische Volkssprache, im Osten die fränkische Sprache. Dazwischen bildete sich bis zum 9. Jahrhundert eine Sprachgrenze aus. Die moderne Region Franken bildete historisch das östlichste Siedlungsgebiet des Volksstammes.
Unter den Enkeln Karls des Großen erfolgte zunächst eine Dreiteilung des großen Frankenreiches. Das mittlere Königreich Lothringen wurde 870 zwischen dem Ostfrankenreich und Westfrankenreich aufgeteilt. Aus dem ostfränkischen Reich wurde später das Heilige Römische Reich. Aus dem westfränkischen Reich entstand Frankreich.

## Der Name der Franken
Das Ethnonym der Franken ist – wie die Namen anderer germanischer Stämme – als Quelle mit großer Nähe zum historischen Geschehen auch von Bedeutung für die moderne Geschichtswissenschaft. In den zeitgenössischen, meist in Latein verfassten, historischen Darstellungen blieben die Ethnonyme als germanischsprachige ‚Fremdkörper‘ stehen und wurden damit relativ wenig von der jeweiligen Interpretation des Autors beeinflusst. Ähnliches gilt für germanische Personennamen.
Grundsätzlich stellt sich auch für die Deutung des Frankennamens die Frage der Fremdbenennung oder Eigenbenennung. Ein bekanntes Beispiel stellt die anhaltende Diskussion des Germanen-Begriffs dar. Der Name der Franken folgt einem häufigen Motiv bei germanischen Stammesnamen, die nach einer charakteristischen Eigenart oder Eigenschaft vergeben wurden. Dies geschah aus einer Beobachtung entweder aus der Fremd- oder Eigensicht.
Die neuere Namenskunde folgt inhaltlich dem Nachschlagewerk des frühmittelalterlichen Gelehrten Isidor von Sevilla (um 560–636) und führt den Frankennamen auf eine indogermanische Wurzel *(s)p(h)ereg- „gierig, heftig“ zurück. Die Wurzel brachte daneben auch griechisch σπαργάν „schwellen, strotzen, heftig begehren“ hervor und führte insbesondere im germanischen Bereich zur reichen Wortfamilie von altnordisch frekr „gierig, hart, streng“ – davon altnorwegisch frakkr „schnell, mutig“ und synonymes schwedisch (mundartlich) fräk –, mittelniederländisch vrec „habsüchtig, gierig, hartherzig“ (daraus niederländisch vrek „Geizhals“), althochdeutsch freh „habsüchtig, gierig, ehrgeizig“ (achtes Jahrhundert), mittelhochdeutsch vrech „mutig, tapfer, dreist“ und neuhochdeutsch frech sowie altenglisch frec „gierig, eifrig, kühn“ und freca „kühner Mann, Krieger“, daraus das synonyme freak im modernen Englisch. Die Franken wurden demnach als die „Habgierigen, Ehrgeizigen, Mutigen, Kühnen“ benannt.
Die Bedeutung des neuhochdeutschen frank im Sinne von „frei“ entstand hingegen zur Zeit der Merowinger im romanisierten Herrschaftsgebiet der Franken. Sie beruht vermutlich ihrerseits auf dem Stammesnamen. Im Gegensatz zum Römer oder Gallier war der fränkische Mann schlichtweg der „Freie“, woraus sich Franc als Substantiv und franc als Adjektiv herleiteten. Erst im 15. Jahrhundert wurde die deutsche Bedeutung „frei“ aus dem Französischen entlehnt.

## Die Franken und das Römische Reich

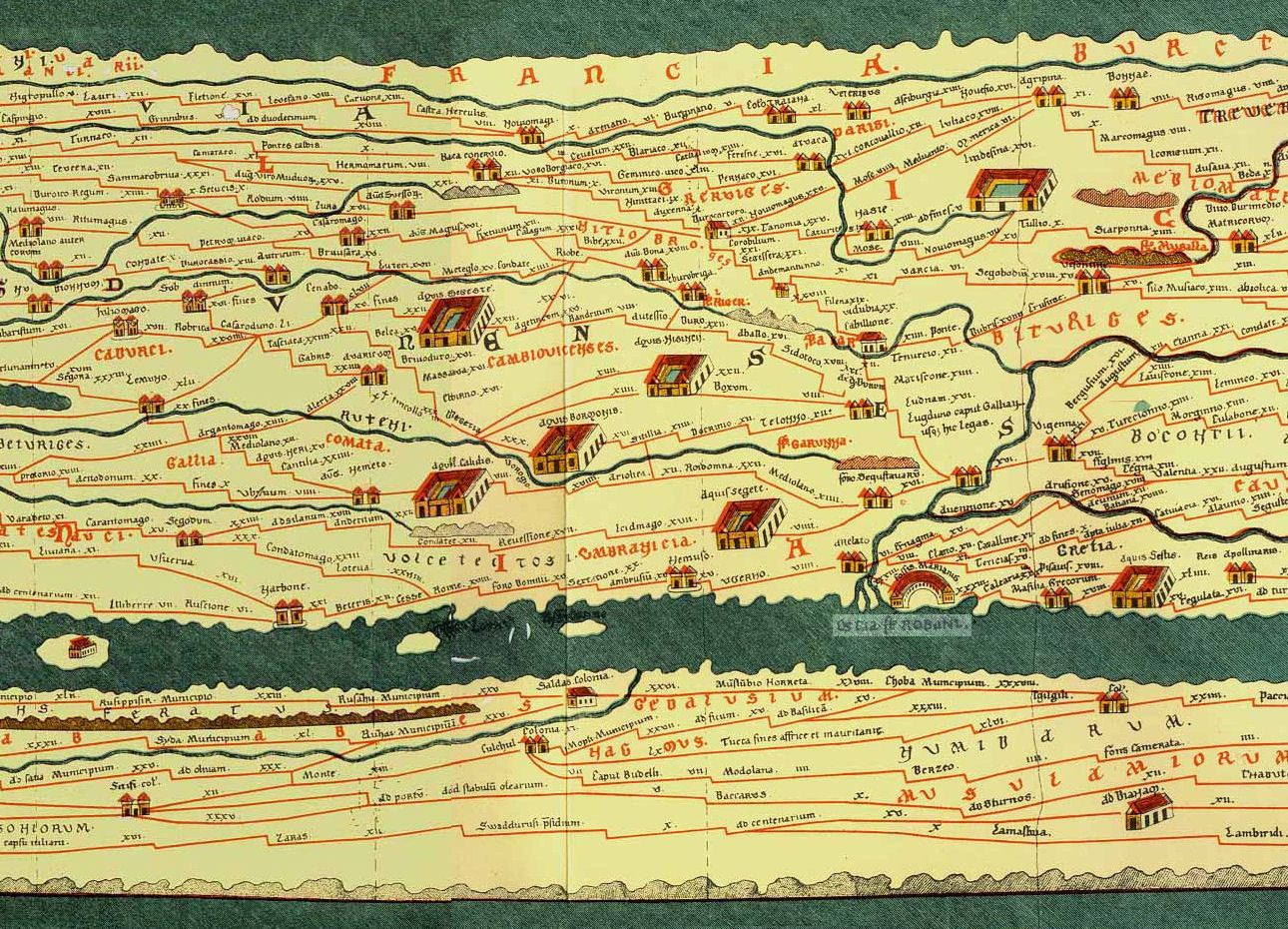
Detail der Tabula Peutingeriana, mit der Francia, dem Frankenland am oberen Rand

Der Niedergermanische Limes war zur Zeitenwende die Grenze zwischen der linksrheinischen römischen Provinz Germania inferior und der kaum kontrollierten Germania magna rechts des Rheins. Dieser Limesabschnitt, beginnend etwa beim heutigen Bad Breisig und endend im Mündungsbereich des Altrheins in die Nordsee. Er wurde vorrangig vom Flusslauf selbst bestimmt, weniger von Wällen oder Mauern. Am Fluss entlang zogen sich römische Kastelle und Befestigungen über Nijmegen, Xanten, Neuss, Köln bis Bonn, wo etwas rheinaufwärts gegenüberliegend der Obergermanische Limes begann. In dieser Schutzzone waren im linksrheinischen Hinterland eine Vielzahl von römischen Landgütern (Villae Rusticae) und Siedlungen (Vici) entstanden. Als bedeutendes Zeichen römischer Macht im gallorömisch-germanischen Grenzland fungierte die Kaiserstadt Trier.
Im großen Raum zwischen Rhein und Ardennen gab es aber auch germanische Dörfer und Siedlungen, die in Abhängigkeiten zu den römischen Einrichtungen lebten. Die rechts und links des Rheins siedelnden Germanen waren generell mit römischer Kultur, Zivilisation und Militärtechnik vertraut. Germanen waren dort in unterschiedlichem Umfang in Diensten der Römer tätig, nicht selten als militärische Bündnistruppen. Der Stamm der Ubier wurde von den Römern um 15 v. Chr. im heutigen Köln angesiedelt und nach und nach romanisiert. Das galt auch für die Bataver in der niederländischen Betuwe. Es kam immer wieder zu Raubzügen germanischer Gruppen gegen römische Einrichtungen, die sich auch zu größeren Auseinandersetzungen ausweiten konnten.

Das römische Köln, 3. bis 4. Jahrhundert, bevor es von den Rheinfranken erobert wurde (Schaubild im Römisch-Germanischen Museum)

Die inneren Probleme Roms mit Nebenkaisern und Gegenkaisern im 3. Jahrhundert (siehe Reichskrise des 3. Jahrhunderts) hatten sich auch destabilisierend auf die Situation in Gallien und Germanien ausgewirkt. Hinzu kamen später die Unruhen der beginnenden Völkerwanderungszeit und die Auseinandersetzungen der Römer mit Goten und anderen germanischen Stämmen. In diesem Zeitraum formierten sich germanische Gruppen und Stämme der rechtsrheinischen Germania magna zu Aktionsgemeinschaften. Diese formierten sich zu Stammesbünden und schließlich zu neuen Völkern. Dieser Ablauf gilt für die Franken, ebenso für die Sachsen, Alamannen, Thüringer, Bajuwaren und Burgunder.
Insbesondere für das 4. Jahrhundert ist ein reger ökonomischer und sozialer Austausch mit dem Römischen Reich feststellbar. In rechtsrheinischen Orten finden sich teilweise genauso viele römische Münzen wie in Orten innerhalb des Reiches. Auch stiegen fränkische Adlige seit Konstantin dem Großen im römischen Heer auf. Ein frühes Beispiel ist Bonitus, der vielleicht aus einer Familie von im Reich angesiedelten fränkischen Laeten stammte. Unter Constantius II. findet sich eine im Heer und am kaiserlichen Hof einflussreiche Gruppe fränkischer Militärs um Silvanus, Malarich und Mallobaudes. Mit Merobaudes, Richomer, Bauto und Arbogast finden sich gegen Ende des 4. Jahrhunderts Franken als Heermeister (magistri militum) sogar an den Schaltstellen der Macht vor allem im Westen des Reiches. Mit dieser Gruppe stieg auch Mallobaudes auf, der zunächst als comes im römischen Heer diente und dann als Kleinkönig der Franken in seine Heimat zurückkehrte. Diese Beispiele zeigen die Durchlässigkeit der Grenze und die gegenseitige Beeinflussung des Römischen Reiches und der germanischen Gebiete.

## Die Franken vor den Franken
Die (proto)-fränkischen Stämme bzw. Verbände siedelten zunächst rechts des Rheins, wechselten oft ihr Siedlungsgebiet und stießen immer wieder zu Raubzügen in gallo-römisches Gebiet vor. Wenngleich die Abgrenzung der Teilstämme untereinander und gegenüber anderen germanischen Stämmen manchmal mit Unsicherheiten behaftet ist, so erschienen die Frankenstämme den Römern als sprachliche und ethnische Einheit, die über den engeren Stammesnamen hinausging.
Die „innere Wahrnehmung“ der Stämme untereinander war aber zunächst differenzierter. Sie bildeten anfangs nur lose Allianzen, wie sie für Raubzüge oder Abwehrmaßnahmen geeignet waren. Aus diesem „Stammesschwarm“ entstand im Laufe der Zeit ein Stammesverband oder Stammesbund (von diesem ist nach Zöllner unbedingt zu reden) und erst im Laufe der Zeit schließlich das Volk. In der jüngeren Forschung (zum Beispiel Patrick Geary, Michael Kulikowski) wird dabei verstärkt davon ausgegangen, dass der Zusammenschluss der Franken anfangs von den Römern befördert wurde, die auf diese Weise das Limesvorland unter Kontrolle bringen wollten.
Als das Imperium Romanum in der Reichskrise des 3. Jahrhunderts eine Schwächephase durchmachte, nutzten dies Franken, Alamannen und Sachsen jedoch zu Plünderungszügen. Die ersten bekannten fränkischen Vorstöße auf römisches Gebiet fanden 257/59 statt und nahmen in der Folgezeit immer mehr zu. Die Erwähnung für diese ersten fränkischen Überfälle findet sich aber erst in einer späteren spätantiken Quelle bei Aurelius Victor (um 360); die erste Erwähnung der Franken in einer zeitgenössischen Quelle findet sich wiederum in einem Panegyricus aus dem Jahr 291. Als sich das Römische Reich wieder stabilisiert hatte, dienten viele Franken im römischen Militär und stiegen teils in hohe Positionen auf. Die Ausbreitung der Franken von Nordwesten und Osten über den Rhein erzeugte für die nachdrängenden Germanenstämme (Friesen, insbesondere Sachsen, auch Thüringer) eine gewisse Sogwirkung, die stets für Berührungspunkte und Kampfhandlungen, aber auch für stammesübergreifende Kleinbündnisse sorgte.
In einer römischen Straßenkarte aus der Mitte des 4. Jahrhunderts – der Tabula Peutingeriana – war bereits die „Francia“ (das Land der Franken) auf der rechten Rheinseite ausdrücklich verzeichnet.
Ob man in dieser Zeit von fränkischen „Stämmen“ sprechen kann, ist umstritten; einige Gelehrte (darunter Guy Halsall) betrachten die Gruppierungen eher als Söldnertruppen. Die fränkische Ethnogenese war in jedem Fall ein sich über einen längeren Zeitraum hinziehender Prozess. Ab wann die Entwicklung zu einem gemeinsamen „Volksgefühl“ abgeschlossen war, ist historisch nicht zu fassen; während der Zeit der zunächst räumlich getrennten Aktionen von Salfranken und Rheinfranken gab es jedoch immer Kontakte zwischen den Verbänden und gemeinsame Aktionen gegen gemeinsame Feinde. Für den Merowinger Chlodwig I. war es daher im Jahre 509 ein Leichtes, sich nach der Beseitigung des ripuarischen rex Sigibert von Köln auch an die Spitze des Verbandes der Rheinfranken zu setzen, da diese ihn, wie sich selbst, als „Franken“ sahen.

## Die Teilgruppen der Franken

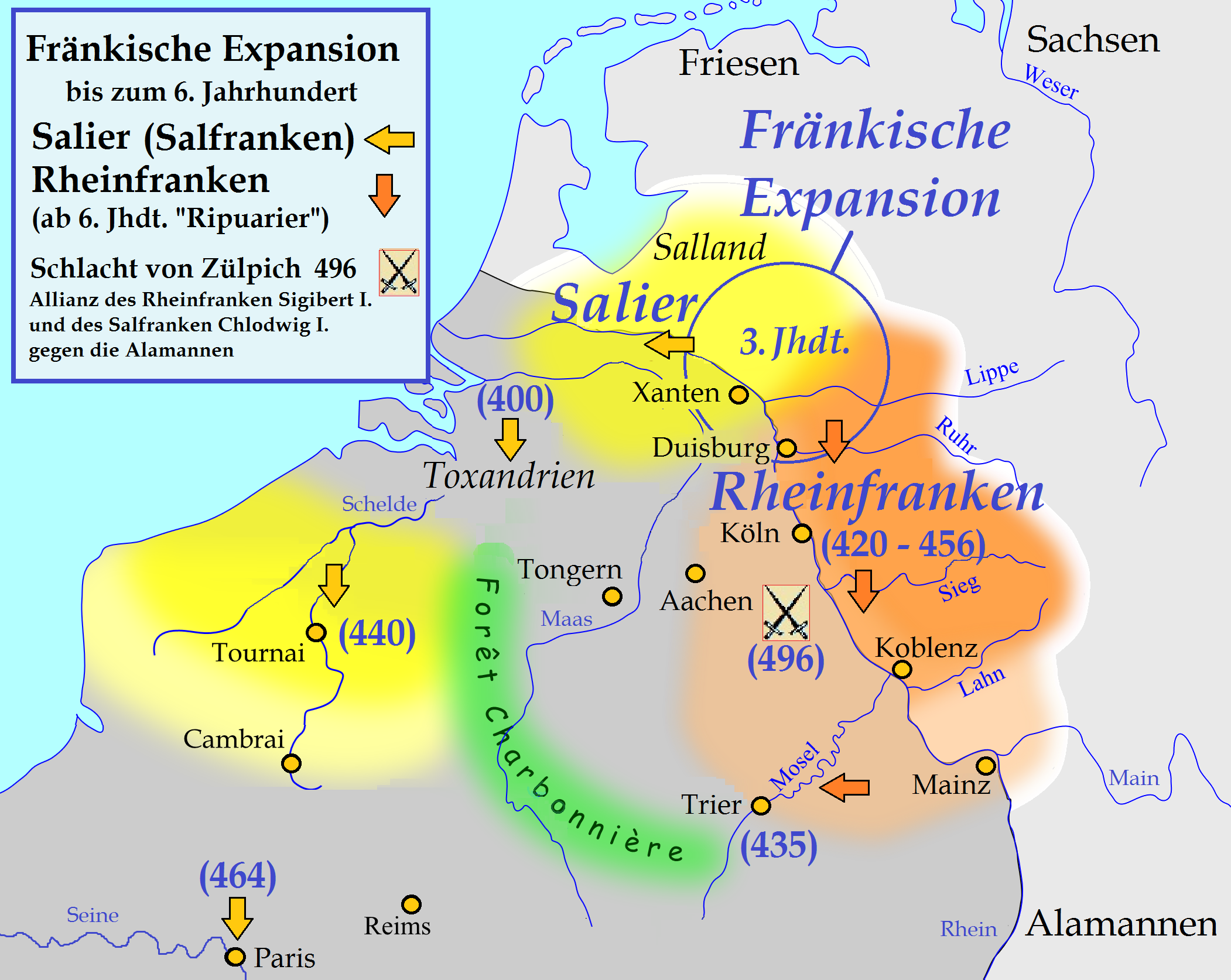
Ausbreitung von Salfranken und Rheinfranken bis zum 5./6. Jahrhundert

In der Gründungsphase des Bundes der Franken im 3. Jahrhundert hatten sich die nordwestlich und am Niederrhein siedelnden Gruppen zusammengeschlossen; aus den vom unteren Niederrhein bis zum Salland an der IJssel siedelnden Gruppen bildete sich der Verband der Salfranken. Die vom Großraum Köln über den Mittelrhein und südlich davon bis zur Lahn als foederati angesiedelten Gruppen gingen nach und nach in den Rheinfranken und in den von diesen abstammenden Moselfranken auf.
Bei den frühen Franken handelte es sich wohl vorrangig um Krieger aus den Stämmen der Istvaeonen-Gruppe. Dazu zählten:
- Salfranken oder Salier: mit der Untergruppe der Tuihanten. Die Salier waren vom Niederrhein bis zum Salland (an der IJssel) ansässig und nahmen benachbarte Stämme in sich auf. Sie wurden der tragende Teilstamm der fränkischen Expansion und aus ihnen ging das Herrscherhaus der Merowinger hervor.

Am ehesten ist davon auszugehen, dass diejenigen Gruppen, die von der Rheinmündung bis zum Niederrhein siedelten (einschließlich der Sugambrer und Cugerner) sich den Saliern anschlossen, während die Gruppen aus dem Raume Köln bis zum Lahntal (von den Brukterern bis zu den Usipetern) in den Rhein- und Moselfranken aufgingen. Diese „Stämme“ sind nachfolgend in der ungefähren Reihenfolge ihrer Siedlungsgebiete von der Rheinmündung aufwärts bis zur Lahn aufgeführt:
- Chattuarier: waren am oberen (niederländischen) Lek ansässig, einzelne Gruppen drangen tief nach Gallien ins „Hatuyer“ vor.
- Chamaver: siedelten zunächst nördlich der Lippe, im 4. Jahrhundert zur Maas vorgedrungen.
- Tubanten: im Osten der heutigen Niederlande und im Gebiet der heutigen Kreise Borken und Steinfurt siedelnd.
- Sugambrer: (auch Sigambrer oder Sicamber) mit der Untergruppe der linksrheinischen Cugerner im Raum Xanten bis Krefeld. Von antiken Schreibern wurde gelegentlich der Name der Sugambrer anstelle der Franken benutzt. Noch bei der Taufe Chlodwigs I. (zwischen 497 und 499) sprach der Bischof Remigius von Reims die Worte:

„Beuge nun, stolzer Sicamber, dein Haupt und unterwirf es dem sanften Joche Christi!
Bete an, was du bisher verbrannt hast, und verbrenne, was du bisher angebetet hast!“
- Brukterer: bereits bei Tacitus erwähnt, zunächst an Ems und Lippe siedelnd, waren an den Eroberungen Kölns und Triers beteiligt und setzten sich dort fest.
- Tenkterer: ursprünglich östlich des Rheins, später bis zur Sieg vorgedrungen.
- Usipeter: oft in Verbindung mit den Tenkterern genannt, siedelten später im Lahntal.

Auch Gruppen der Ingwäonen schlossen sich den Franken an, darunter die
- Ampsivarier: von Tacitus als südliche Nachbarn der Friesen erwähnt; von den Chauken aus ihren Stammgebieten an der Ems verdrängt, wanderten sie zum Niederrhein ab.
- Chauken: (deren epischer Name als „Hugen“ – „die Hohen“ – in der Beowulf-Sage vermutet wird). Sie siedelten als Nachbarn der Sachsen, in denen ihr Großteil aufging. Ein Teil schloss sich wahrscheinlich den Franken an.[19]

Nur bedingt an der Genese der Franken beteiligt waren:
- Bataver: zur Zeit der Frankenbildung bereits romanisiert, ihre Nachfahren gingen in den Saliern auf.
- Ubier: im Raume Köln bereits um 18 v. Chr. linksrheinisch von den Römern im Oppidum Ubiorum angesiedelt, zur Zeit der Frankenbildung bereits romanisiert. Ihre Nachkommen gingen nach der Eroberung Kölns in den Rheinfranken auf.
- Chatten: am Oberlauf von Eder, Fulda und Lahn siedelnd (Namensgeber der späteren Hessen).[20] Sie waren ein eigenständiger Stamm, der im Zuge der Fränkischen Expansion unter fränkische Oberhoheit kam und sich mit den nach Südosten vordringenden fränkischen Siedlern vermischte.
- Thüringer (und versprengte Kleingruppen anderer germanischer Stämme): sie waren vereinzelt an den und über den Rhein vorgedrungen und hatten sich dort niedergelassen. Erwähnt wird auch ein linksrheinisches „Kleinkönigtum“ der (im Jahr 531 in der Schlacht an der Unstrut von den Franken geschlagenen) Thüringer,[21] wenngleich dies in neuerer Zeit wieder umstritten ist.[22] Diese Siedler gingen – im Gegensatz zu deren östlich verbliebenen Stammvölkern – in den Franken auf.

Weitere im Expansionsgebiet der Franken siedelnde Gruppen wurden von den Franken integriert. Soweit diese Gruppen im heute deutschsprachigen oder niederländischsprachigen Raum siedelten, gingen sie in den Franken auf. In heute französischsprachigen Gebieten verlief der Prozess umgekehrt: die Franken verschmolzen dort in späteren Jahrhunderten mit der ansässigen romanischen Bevölkerung:
- römische Siedler, die nicht vor den vordringenden Germanen nach Süden geflohen waren
- von den Römern in der Gallia Belgica angesiedelte Germanen, die zur Zeit der Franken-Genese bereits überwiegend romanisiert waren
- versprengte Reste keltischer (und keltisch-sprachiger) Bevölkerung im Raume zwischen Rhein, Eifel/Ardennen und Schelde
- Galloromanen (romanisierte Kelten), die überwiegende Bevölkerung links des Rheins vor der Fränkischen Expansion.

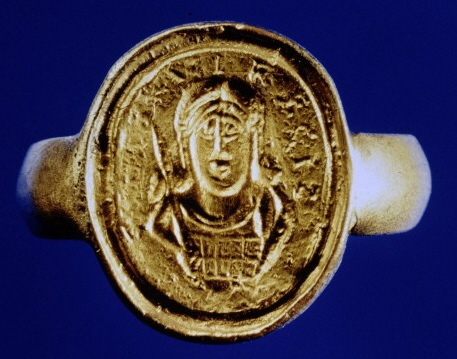
Siegelring mit dem Bildnis Childerichs und Aufschrift CHILDIRICI REGIS („[Besitz] des Königs Childerich“).

## Salier und Rheinfranken

### Salier

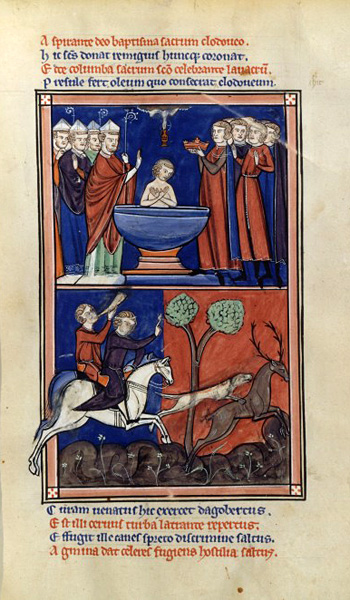
Die Taufe Chlodwigs (darunter Dagobert I auf der Hirschjagd). Miniatur aus: Vie de saint Denis (um 1250). Bibliothèque nationale de France.

Der Prozess der Entstehung der Franken aus verschiedenen kleineren Teilstämmen vollzog sich über einen längeren Zeitraum im 3. Jahrhundert. Im Jahre 294 vertrieb der zum Kaiser erhobene Constantius I. Gruppen, die Franken genannt wurden, aus der „Batavia“, dem ehemaligen Bataverland in der Betuwe. Einige zurückgebliebene wurden als Laeten (Halbfreie) auf römischem Gebiet angesiedelt. Im Jahr 358 überschritten wiederum salfränkische Gruppen den Rhein nach Südwesten und fielen über die Betuwe in das Römische Reich ein. Die Römer konnten sich gegen die fränkischen Vorstöße erfolgreich zur Wehr setzen. Der spätere Kaiser Julian (zu dieser Zeit noch Caesar, also Unterkaiser, unter Constantius II.), gestattete den Saliern, sich in Toxandrien anzusiedeln, einer zu dieser Zeit dünn besiedelten Landschaft innerhalb der römischen Provinz Belgica II. Im Gegenzug standen die fränkischen Krieger dort im militärischen Dienst der Römer. Ein Zeugnis für dieses Ereignis und für den Namen der Salier findet sich beim Geschichtsschreiber Ammianus Marcellinus, der über die Kämpfe Kaiser Julians schreibt:

„… wandte er sich zuerst gegen die Franken, und zwar gegen diejenigen, die man gewöhnlich Salier nennt.“

In Toxandrien blieben die Salfranken bis zum Beginn des 5. Jahrhunderts, ehe sie weiter nach Süden vordrangen und Zug um Zug galloromanisches Land eroberten. Childerich I. legte das Fundament, indem er in den 460er und 470er Jahren eine Machtstellung in Nordgallien errichtete. Sein Sohn und Nachfolger Chlodwig I. eroberte mehrere fränkische Kleinreiche und schließlich im Jahre 486/487 das Kleinreich des letzten römischen Herrschers in Gallien Syagrius. Damit endete die römische Herrschaft in Gallien. In der Zeit ab Chlodwig bedienten sich die Merowinger der Kenntnisse der alten gallorömischen Eliten.
Ob die Salier ihren Stammesnamen bereits zu Beginn der fränkischen Genese führten und dann ein Teil von ihnen vom Niederrhein zum Salland (an der IJssel) aufbrach, oder ob ihr Proto-Stamm gemeinsam mit anderen Gruppen ins Salland zog und von da an „Salier“ genannt wurde, ist unter Historikern ungeklärt. Unstrittig ist aber ihre tragende Rolle in der fränkischen Expansion; der merowingische König Chlodwig I. legte den Grundstein für das spätere Frankenreich durch Vereinigung der Salfranken mit den Rheinfranken. Chlodwig trat infolge eines Gelöbnisses nach dem Sieg gegen die Alamannen in der Schlacht von Zülpich (496) mit 3000 Gefolgsleuten zum Christentum über.
Die wichtigsten salfränkischen Könige in der Zeit der Frankengenese bis zum Regierungsantritts von Chlodwig I.:
Chlodio (Chlojo) (um 430/440)
Der erste historisch nachweisbare salfränkische König; er regierte in Dispargum (dem heutigen Duisburg oder einem gleichnamigen Ort (Duisburg (Belgien)) im heutigen Belgien).
Merowech (um 455/460)
Namensgeber des Merowingergeschlechtes; seine Residenz war Tournai in der heutigen belgischen Provinz Hennegau. In der Legendenbildung gebar Chlodios Frau ihren Sohn Merowech, nachdem sie mit einem Meeresungeheuer gebadet hatte. Dieses Ereignis sollte auf die mythische Herkunft des Merowingergeschlechtes hindeuten.
Ragnachar von Cambrai (486/508)
Ragnachar war einer von mehreren Teilkönigen (er selbst möglicherweise Nachkomme Chlodios), die von Chlodwig beseitigt wurden.
Childerich I. (457/63–481/82)
Childerich fungierte in der Endphase des römischen Galliens als Verwalter (administrator) der römischen Provinz Belgica Secunda, wo er auch militärischer Befehlshaber war; gleichzeitig war er König der Salier. Zeitweise wurde er angeblich wegen seines „Lebenswandels“ von den Franken abgesetzt, die vorübergehend den römischen Heermeister Aegidius zu ihrem Anführer erkoren haben sollen. Nach acht Jahren kehrte Childerich aus seinem Exil bei den Thüringern zurück und wurde wieder als König eingesetzt. Inwiefern diese legendenhafte Erzählung zutrifft, ist allerdings in der Forschung sehr umstritten.
Chlodwig I., Sohn des Childerich (481/82–511)
Der Merowinger wird in unserer Hauptquelle (den Historien des Gregor von Tours) als fähiger, aber auch verschlagener und brutaler Herrscher beschrieben; inwiefern die einzelnen Schilderungen zutreffend sind, ist jedoch umstritten. Er beseitigte jedenfalls nach und nach seine Widersacher, auch Syagrius († 486/487) ließ er nach seinem Sieg über diesen letzten römischen Herrscher in Gallien hinrichten. Zuletzt beseitigte er durch ein Komplott den König der Ripuarier, Sigibert von Köln, und setzte sich so an die Spitze aller Franken. Um 497 (oder erst am Ende seiner Regierungszeit) ließ er sich katholisch taufen und vermied damit in seinem Reich religionspolitische Probleme zwischen den germanischen Herrschern und der romanischen Mehrheitsbevölkerung.

### Rheinfranken
Der Begriff der Francia Rhinensis ist seit dem 5. Jahrhundert überliefert. Etwa ab dem 6. Jahrhundert wurden die am Mittelrhein und aufwärts siedelnden Stämme auch als Ripuarier bezeichnet, als „Uferbewohner“. Sie waren neben den Saliern der zweite tragende Stamm der fränkischen Expansion – aus ihnen ging später der Zweig der Moselfranken hervor. Die Rheinfranken breiteten sich im Zuge der Fränkischen Landnahme von Köln über Mainz bis ins heutige Hessen und über Worms nach Speyer aus. Der Zweig der Moselfranken siedelte im Moseltal und in den benachbarten Gebieten bis hinauf nach Trier und im heutigen Luxemburg.
Die Rheinfranken hatten eigene Kleinkönige; ihr bedeutendster war Sigibert von Köln, auch „der Lahme“ genannt. In Allianz mit dem Salier-König Chlodwig I. hatte er im Jahre 496 die Alamannen in der Schlacht von Zülpich besiegt. Dennoch fiel er einem Komplott seines ehemaligen Kampfgefährten zum Opfer, der danach die Macht auch bei den Rheinfranken übernahm und die beiden großen fränkischen Volksteile vereinigte.

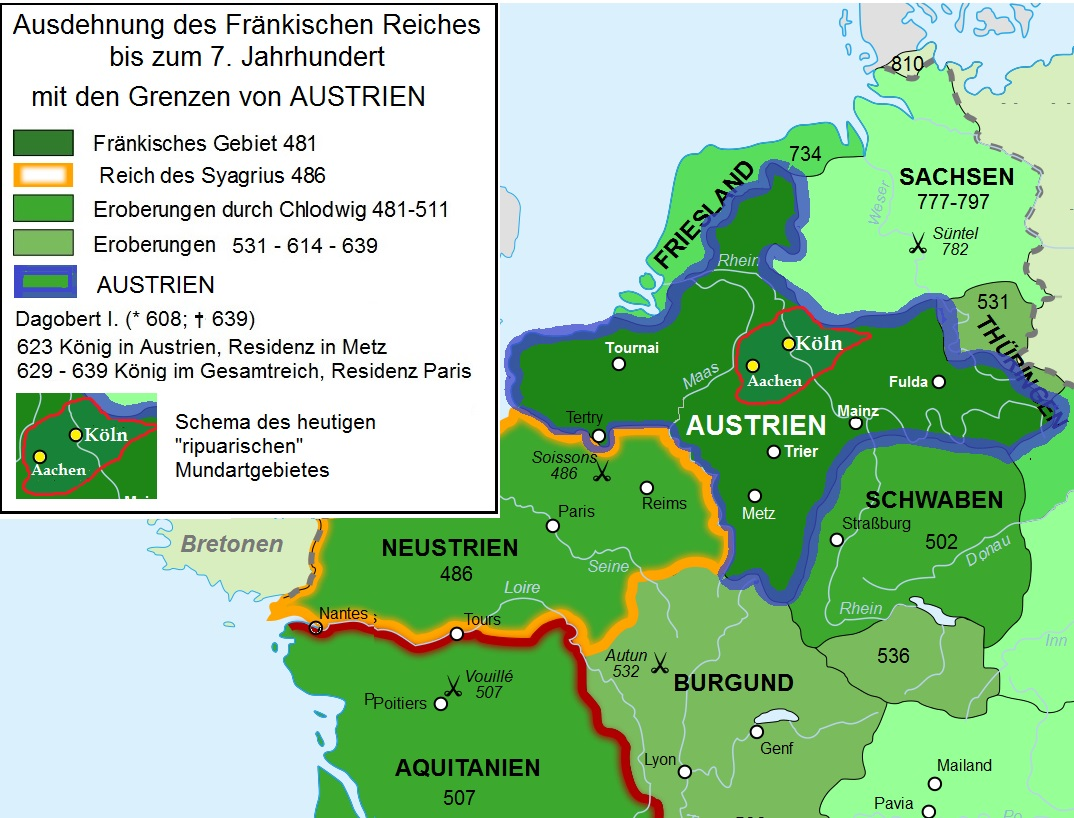
Franken in Austrien zur Zeit des Königs Dagobert I. im Jahre 623 – mit Darstellung der heutigen ripuarischen Mundartgrenzen

Von den Stammesführern und Königen der Rheinfranken in der Zeit der Frankengenese bis zum Komplott gegen König Sigibert von Köln sind folgende in schriftlichen Quellen erwähnt:
- Gennobaudes (287/289)

war ein fränkischer Stammesführer, der sich den Römern unterwerfen musste.
- Ascaricus und Merogaisus (etwa 306)

waren fränkische Stammesführer, die 306 in römisches Gebiet eindrangen, aber von Kaiser Konstantin besiegt wurden. Sie wurden in der Arena von Trier wilden Tieren vorgeworfen.
- Mallobaudes (um 380)

war zunächst Heerführer in der römischen Armee, bevor er in seine fränkische Heimat zurückkehrte und am Rhein Kleinkönig der Franken wurde. Überliefert ist, dass er im Jahre 380 im Kampf den König der alamannischen Bukinobanten, Makrian, tötete.
- Gennobaudes (II) (ab 388)

unternahm im Jahre 388 zusammen mit den Heerführern Marcomer und Sunno einen Angriff auf die römische Provinz Germanien. Die Franken durchbrachen den römischen Limes und verwüsteten den Raum um Köln.
- Theudomer (Richomers Sohn, 413–428)

Ob der zur Zeit des weströmischen Kaisers Jovinus erwähnte fränkische König Theudomer zu den Rheinfranken zählte, ist nicht bekannt. Geschichtsschreiber Gregor von Tours berichtet, dass Theudomer, Sohn eines Richomer, zusammen mit seiner Mutter Asycla durch das Schwert hingerichtet wurde.
- Sigismer im Jahre 469 als „Königssohn“ erwähnt

könnte aufgrund seines Namens zu den Rheinfranken gezählt werden. Gesichert ist seine rheinfränkische Zugehörigkeit jedoch nicht.
- Sigibert von Köln (König 483 bis 509)

hatte in Allianz mit dem salfränkischen Merowinger Chlodwig I. im Jahre 496/497 in der Schlacht bei Zülpich die Alamannen besiegt – worauf Chlodwig die Christliche Religion annahm. Im Kampfe hatte sich Sigibert eine Knieverletzung zugezogen, als deren Folge er den Beinamen „der Lahme“ erhielt. Er wurde von seinem Sohn auf Anstiftung Chlodwigs ermordet.
- Chloderich der Vatermörder (kurzzeitig 509)

war vom salfränkischen Herrscher Chlodwig I. zum Mord an dessen Vater aufgewiegelt worden. Nach der Ermordung ließ Chlodwig auch den „Vatermörder“ umbringen und konnte sich danach von den Rheinfranken zum König ausrufen lassen.
Mit Sigibert von Köln und seinem Sohn endete das eigenständige Königshaus der Rheinfranken.

## Die fränkische Gesellschaft
Der Merowinger Chlodwig I. war der erste fränkische Herrscher, der alle Teile des Frankenlandes – das der Salfranken und das der Rheinfranken – in einer Hand vereinigte. Auch ehemalige nichtfränkische Gebiete waren dem Reich eingeordnet worden, so dass das Frankenreich (Regnum Francorum) und das Frankenland (Francia) seitdem nicht mehr identisch waren.
Innerhalb des Reiches lebten die Franken als ein Volk mit sprachlichen und kulturellen Traditionen, die bis in die Zeit der (proto)-fränkischen Stämme zurückreichten und deren Bräuche trotz der fortschreitenden Christianisierung auf altem germanisch-fränkischem Recht beruhten. Chlodwig I. hatte zwischen 507 und 511 die Lex Salica niederschreiben lassen, die Gesetzgebung der Salischen Franken; die daran orientierte Lex Ripuaria erschien im 7. Jahrhundert im rheinfränkischen Raum in der Regierungszeit des Königs Dagobert I. – des letzten Merowingers, der nach traditioneller Forschungsmeinung noch eigenständig herrschte. Nach ihm übernahmen die Hausmeier nach und nach die Macht im Frankenreich, wenngleich eine genauere Bewertung durch die tendenziöse karolingische (und anti-merowingische) Geschichtsschreibung erschwert wird. Während in der ripuarischen Gesetzgebung vorrangig das Recht des fränkischen Volkes niedergelegt war, enthielt die Gesetzgebung der Salier auch umfangreiche Gesetzestexte, welche die nichtfränkische, insbesondere gallorömische Bevölkerung betrafen. Auch Regelungen für den geistlichen Stand (Priester, Klöster, Bischöfe) waren Bestandteil der Lex Salica.

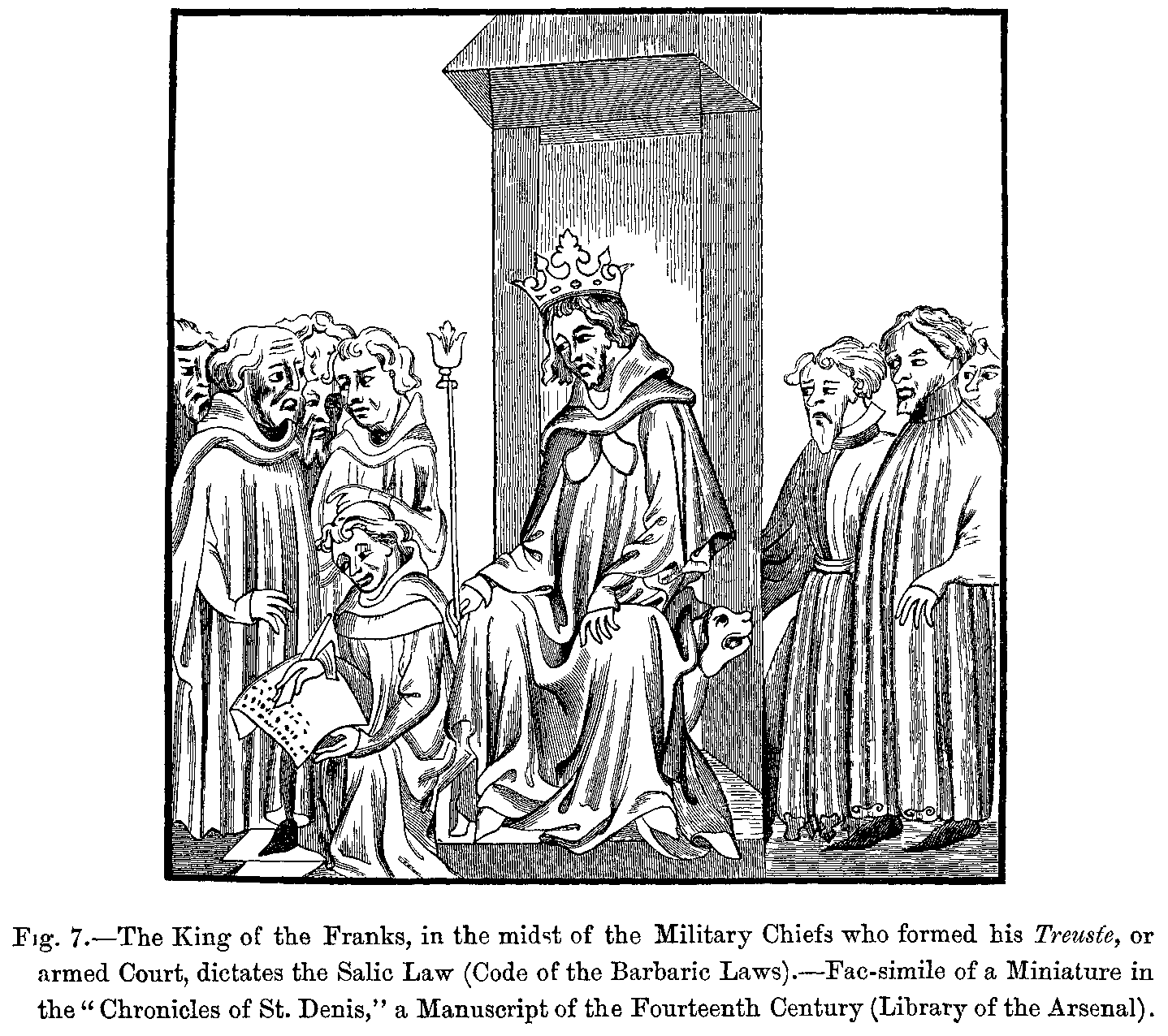
Chlodwig I. diktiert die Lex Salica

Königsrecht und Volksrecht ergänzten sich, auch im Gerichtswesen. Neben dem in regelmäßigen Abständen alle 40 bis 42 Tage abgehaltenen Thing gab es „gebotene“ Gerichtsversammlungen, deren Teilnahme für die Geladenen verpflichtend war.

### König und Gefolge
- An der Spitze des Volkes stand der König (Rex Francorum).[37] Seine Herrschaftssymbole waren der Speer, Stirnreif und Siegelring. Durch den sogenannten „Untertaneneid“ huldigte das Volk seinem König.
- Der Adel bestand aus den Herzögen (dux) und Grafen (comes).
- Das militärische Dienstgefolge bestand aus den „Leudes“.

Erbberechtigt war nur der Mannesstamm, nach den Söhnen die Brüder; diese mit Vorrang, falls die Söhne als „nicht regierungsfähig“ galten.
Es ist umstritten, ob Ursprung und Wesen des fränkischen Adels eher auf traditionell fränkischer oder auf spätantiker Tradition beruhen – und ob die Gleichsetzung der adeligen Titel (comes = „Graf“; dux = „Herzog“) für die damalige Zeit gerechtfertigt ist. Bei Gregor von Tours handelt es sich um Heerführer und Stammesführer germanischer Völkerschaften. Er spricht von den „Duces der Franken, bevor diese Könige hatten“. Auch im Ämterwesen gab es eine „Verquickung“ von fränkisch-germanischen und römisch-gallorömischen Faktoren. Die berittene königliche Gefolgschaft (Antrustionen) bestand ursprünglich nur aus Franken. Auch der Königin stand eine eigene Schutztruppe zu.
In der Verwaltung (vor allem im geistlichen Bereich) dominierten in der frühen Merowingerzeit immer noch Mitglieder der gallorömischen Eliten, die über die entsprechenden Kenntnisse verfügten. So zählte etwa auch Gregor von Tours zum Kreis vornehmer Gallorömer, die ihre römisch geprägte kulturelle Identität nie ganz aufgaben und diesbezüglich auch eine wichtige Vermittlerrolle ausübten.
Zum germanischen König gehörte als wichtiges Attribut der Schatz, der sein persönliches Eigentum war; ohne diesen wäre es kaum möglich gewesen, Dienste der Gefolgschaft zu entlohnen, einen aufwendigen Lebenswandel zu führen oder auch Geiseln auszulösen. Kriegsbeute, Erbschaft, Tributleistungen, Geschenke, auch Plünderungen vergrößerten den Schatz. Zur Erledigung der Staatsausgaben wurden Steuern und Abgaben erhoben.
Der König und sein Gefolge waren häufig unterwegs, um an vielen Orten präsent zu sein. Die frühen Merowingerkönige residierten mit ihrem Hofstaat aber meist in oder nahe einer festgelegten wichtigen Stadt ihres Territoriums, beispielsweise Paris, Soissons, Orléans und Reims. Die Bedeutung dieser Städte ließ aber im Verlauf des Merowingerreichs parallel zur Ausweitung der ländlichen Verwaltung durch Grafen nach. Die Heere führten einen Tross mit sich und waren mit Karren und Fuhrwerken ausgerüstet, die zur Rast (oder als Schutz vor Angriffen) zu einer Wagenburg zusammengestellt wurden. Das Ziel des Krieges war – neben Ehre und Ansehen – vor allem die Beute. Für den Herrscher bestand sie aus Land und Machterweiterung, für den fränkischen Krieger aus erbeutetem Gut. Das Beutemachen begann nicht selten bereits im Durchzug durch eigenes Gebiet, da der Tross verpflegt werden musste. Auch die Einbringung von Gefangenen lohnte sich, da sie billige Arbeitskräfte waren oder – wenn sie von hoher Geburt waren – einträgliche Lösegelder versprachen.
Der fränkische Krieger war mit Lanze und Wurfspeer ausgerüstet. Die charakteristische fränkische Nationalwaffe war die „Franciska“, das Wurfbeil. Sie findet sich bis ins 8. Jahrhundert oft im Inventar fränkischer Gräber. Ihre Handhabung war schwierig und verlangte Zielsicherheit. Von Chlodwig ist bekannt, dass er (zumindest Gregor von Tours zufolge) vor aller Augen einem Krieger mit der Axt den Schädel spaltete, der ihm Beutegut – die „Vase de Soissons“ – streitig machen wollte. Eine mächtige Waffe war auch die „Spatha“, die bei allen Germanen vorkam, aber auch im spätrömischen Heer verbreitet war. Es handelt sich um ein zweischneidiges Langschwert, häufig damasziert. Manche Krieger verwendeten ein „Hiebschwert“, das „scramasax“ oder Dolche (saxa) als Stichwaffen.
Als Schutzwaffen gab es den Schild (der auch bei der Schilderhebung des Königs eine Rolle spielte). Harnische und eiserne Helme trugen nur vornehme Krieger. Die Lex Ripuaria berichtet über Brünne, Helm und Beinschiene (begnberga). Im Vorgelände des ehemals römischen Kastells Gelduba im heutigen Krefeld-Gellep wurde im Jahre 1962 das unberührte Grab eines lokalen fränkischen Fürsten mit Namen Arpvar freigelegt, das überaus reichhaltig mit persönlichen und militärischen Beigaben ausgestattet war, unter anderem mit einem goldenen byzantinischen Spangenhelm und einer kompletten Waffenausrüstung.

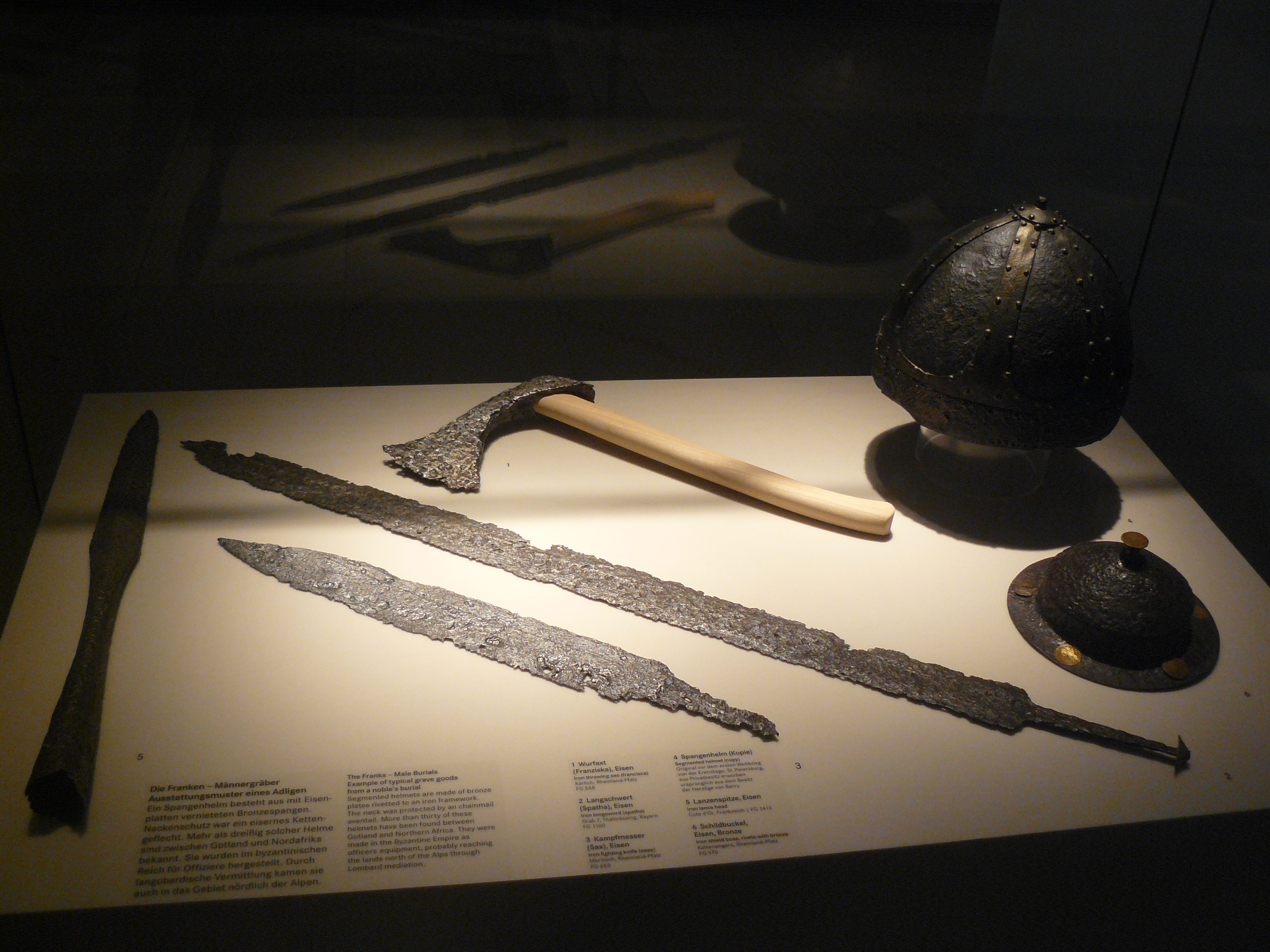
Typische Bewaffnung eines fränkischen Fürsten der Merowingerzeit: Spatha, Sax, Franziska, Spangenhelm und Schildbuckel, Germanisches Nationalmuseum, Nürnberg

### Freier und Unfreier
Die Bevölkerung war in Stände eingeteilt, darunter:
- Freie (althochdeutsch frīhals, lateinisch liberi, ingenui) (der einzelne fränkische Mann, Wehrpflichtiger)
- Freigelassene (mittelniederländisch vrilaet, lateinisch (col)liberti)
- Halbfreie (mittelniederländisch laet, lateinisch leti, lidi)
- Leibeigene, Unfreie (althochdeutsch teo, dio, lateinisch servi)
- Römer (Freier Römer = Romanus Possessor, Angehöriger des Mittelstandes)
- Römische Leibeigene (colone)

Aus dem Begriff Franci für den (einzelnen) Freien (Franken), entstand im Laufe der Jahre im romanischsprachigen Raum das adjektiv „franc“ für „frei“ – aus dem etwa im 15. Jahrhundert die deutsche Entsprechung entlehnt wurde. Anders als beispielsweise im Verhältnis der (arianisch-christlichen) Goten zu ihren römischen (katholisch-christlichen) Mitbewohnern, gab es bei den Franken kein gesetzlich vorgeschriebenes Heiratsverbot zwischen Franken und anderen Ethnien. Fester Bestandteil des Fränkischen Rechtswesens war das Wergeld (Manngeld, von Altfränkisch Wer für „Mann“), ein Sühnegeld das geschaffen worden war, um die Blutrache und daraus resultierende Dauerfehden zwischen den Sippen einzudämmen. Dabei galten für Angehörige des Fränkischen Volkes andere Sätze als für „Nichtfranken“ (Römer und Galloromanen). Für die Tötung eines Franken war das Doppelte des Wergeldes fällig wie für einen in vergleichbarer Stellung lebenden Römer.
Das Wergeld betrug beispielsweise:
- 200 solidi für einen Freien Franken (franci)
- 100 solidi für einen Halbfreien Franken (lidi)
- 100 solidi für einen Freien Römer (romanus possessor)
- 600 solidi für die berittenen fränkischen Gefolgsleute (franko-lateinisch dructis) des Königs (Antrustiones)
- 300 solidi für Gefolgsleute aus der gallorömischen Bevölkerung (Convivae)
- 600 solidi für einen Priester
- 900 solidi für einen Bischof

Da „Bargeld“ (Münzen) in der Regel (bei der allgemeinen Bevölkerung) selten waren, wurde das Wergeld – falls es denn fällig wurde – oft in Naturalien, Vieh oder Landbesitz umgerechnet.
Der fränkische Mann war der typische „Freie“, ein Römer immer in irgendeiner Weise abhängig. Er hatte aber infolge Mischsiedlung, Glaubensgleichheit und Konnubium die Möglichkeit des Anschlusses an das „Frankentum“. Dies äußerte sich in der Vorliebe für fränkische Namen auch auf Seiten der Galloromanen. Auch stiegen Römer nicht selten in wichtige Verwaltungsposten auf, was auch für geistliche Ämter und das Priestertum galt.

### Kult und Kirche
Bevor sie zum Christentum konvertierten, hatten die Franken ihre Stammeskulte gepflegt. Neben allgemein germanischen Traditionen galt für die – überwiegend istvaeonischen – Franken, die Verehrung des germanischen Stammvaters „Mannus“ und dessen Sohnes „Istio“.
In der Germania berichtet Tacitus vom germanischen Gott Tuisto und dessen Sohn Mannus Gründer des Geschlechtes der Germanen. Demnach hatte Mannus drei Söhne, nach denen die am Meer siedelnden Stämme Ingwäonen, die mittleren (im Landesinnern lebenden) Herminonen und die am Rhein lebenden Istvaeonen genannt wurden. Für die merowingischen Herrscher gab es darüber hinaus eine mythologische Herkunftssaga von einem Meeresungeheuer als Begründer des Merowingergeschlechtes.
Für die frühen Franken hatte die Natur und die in ihr wirkenden Kräfte eine hohe Bedeutung. Es gab heilige Plätze und hölzerne Tempel in Wäldern und Auen und geschnitzte Figuren, die heiligen Tieren nachempfunden waren. Die Franken kannten Tieropfer (Pferdeopfer) und Menschenopfer. So ist überliefert, dass noch nach ihrer Christianisierung fränkische Krieger vor dem Überqueren eines Flusses dem Flussgeist die Leichen von Gefangenen opferten.

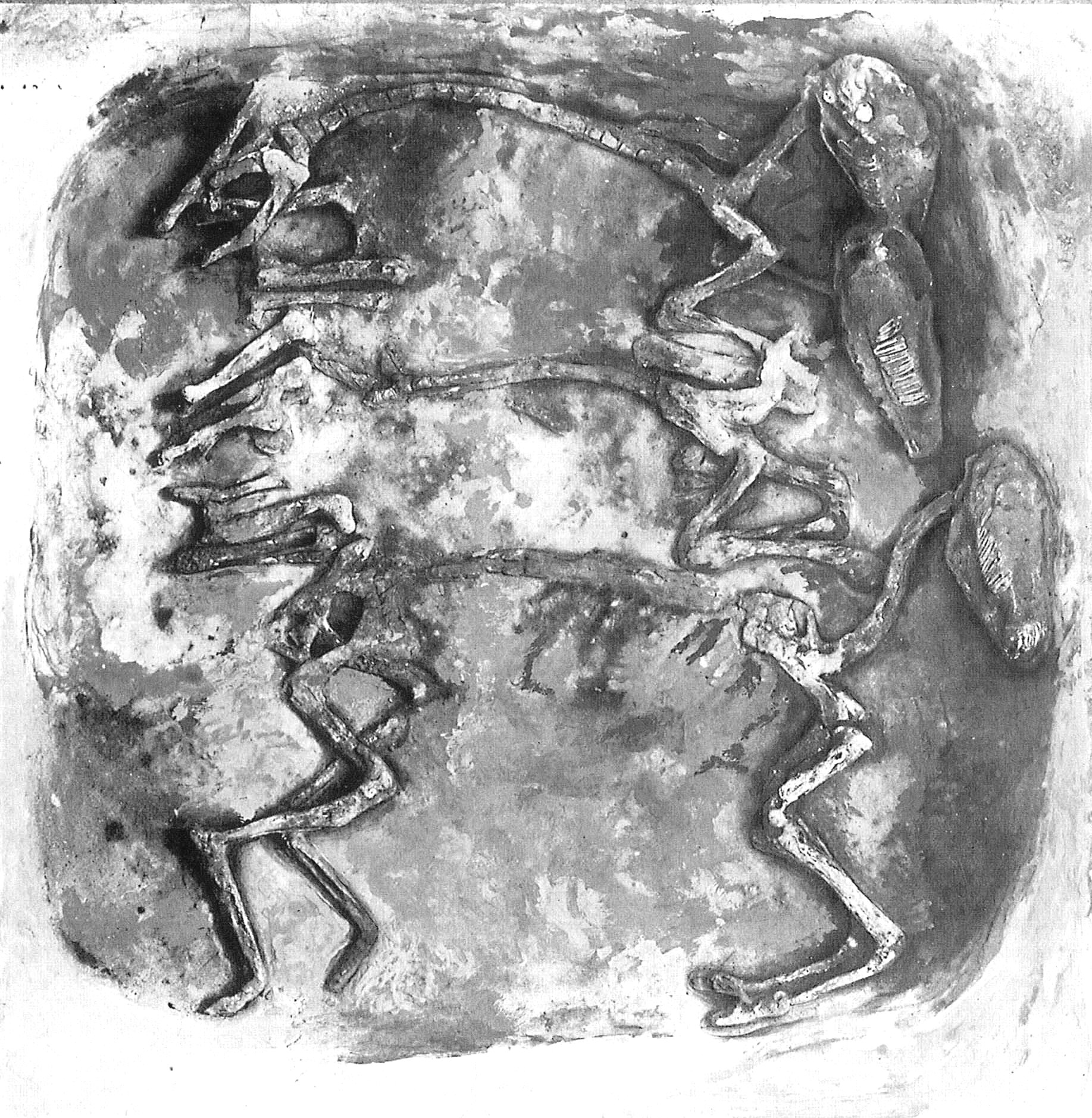
Beispiel einer Pferdebestattung aus Wulfsen (altsächsisch)

Obwohl der Merowinger Chlodwig I. sich um das Jahr 497 (das genaue Datum ist bis heute in der Forschung umstritten) hatte taufen lassen, blieben viele Franken lange ihren alten Glaubensvorstellungen verhaftet.
Bei den Germanen war ursprünglich die Brandbestattung üblich. Ab dem 4. Jahrhundert gingen die Franken zur Körperbestattung über, je nach Status des Verstorbenen mit reichhaltigen Grabbeigaben. Das im Mai 1653 in Tournai wiederentdeckte Grab des Merowingerkönigs Childerich I. war ungewöhnlich reich ausgestattet. Im Grab befand sich ein purpurner, golddurchwirkter Mantel, mit goldenen Zikaden besetzt. Man fand den goldenen Siegelring des Königs und einen Armreif aus massivem Gold, eine eiserne Wurfaxt, eine Lanze sowie eine Goldgriffspatha mit Parierstange und Scheide. Das Skelett des Frankenkönigs maß 179 cm. Im Grab selbst befand sich ein geopferter Pferdekopf, in unmittelbarer Nähe waren weitere Pferde im Boden bestattet worden. Noch bis ins 8. Jahrhundert fand man – für christliche Gräber untypische – Grabbeigaben in fränkischen Gräbern, die auf „heidnische“ Bestattungsriten hindeuten – so in den Gräberfeldern von Krefeld-Gellep (Gelduba).
Nach Gregor von Tours gab es noch zur Zeit von Theuderich I. (von 511 bis 533 König der Rheinfranken in Austrasien), heidnische Tempel in Köln, in denen die Franken geopfert und sich an Speise und Trank gütlich getan hatten. Die im Lande verstreut liegenden fränkischen Tempel wurden in der Folgezeit verbrannt und an ihrer Stelle zum Teil christliche Kapellen oder Kirchen errichtet.
Zur Abwehr heidnischer Bräuche waren in der Lex Ripuaria Regeln festgelegt. So war zum Beispiel der Haselzauber verboten. Die Früchte der Hasel galten als Liebeselixier. Dem Haselstrauch wurden Kräfte gegen Blitzschlag und Erdstrahlen zugeschrieben, Haselruten wurden als Wünschelruten verwendet und Haselzweige sollten Hexen abwehren. Trotz des Verbotes hielten sich die Haselbräuche noch bis ins hohe Mittelalter.
Das fränkische Christentum entstand mit der Taufe Chlodwigs, die von epochaler Bedeutung war. Mit dem Übertritt galt das Reich als christlich (katholisch). Da sich der Katholizismus schon in den Jahrhunderten davor bei den Galliern durchgesetzt hatte, gab es in dieser Hinsicht keine Konflikte zwischen Franken und Galloromanen. Die Organisation der – von Rom abhängigen – gallischen Kirche hatte das Zerbröckeln des Römischen Reiches überdauert. Durch die Christianisierung des Frankenkönigs und seiner Gefolgsleute erfuhr die Kirche eine Konsolidierung. Die kirchlichen Verwaltungseinheiten (Diözesen) wurden gefestigt und bildeten eine Bastion im Fränkischen Reich. Von der Kirche war kein Widerstand gegen die fränkischen Herrscher zu erwarten; im Gegenteil sah sie sich voll eingegliedert in das fränkische Staatswesen, dem sie sich unterordnete. Dieses wiederum half den Merowingern, ihre Machtansprüche ohne Widerstand der Kirche auch gegenüber anderen gallorömischen Gebieten durchzusetzen und so ihr Reich zu vergrößern. Im Inneren bildete die Kirche gelegentlich Zufluchtsort für die Unterlegenen der internen merowingischen Machtkämpfe. Gegenspieler des Königs und unliebsame Gaugrafen wurden entweder umgebracht oder man ließ ihnen die Wahl, sich scheren zu lassen und in ein Kloster zu gehen.

### Haus und Hof

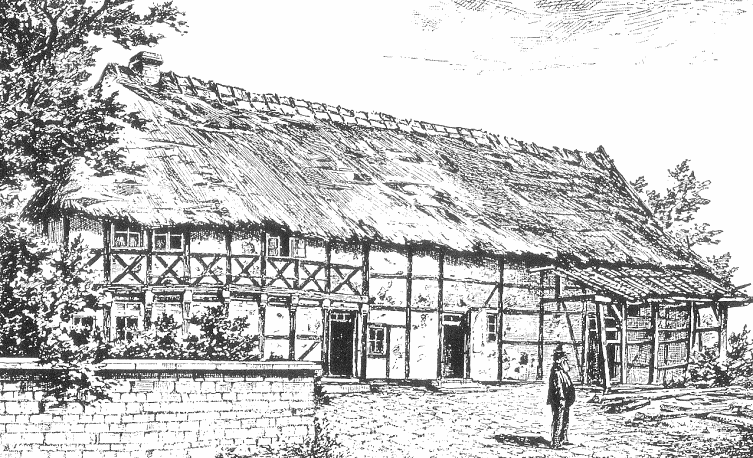
Ernhaus in Fachwerkbauweise in Klein Schöppenstedt bei Cremlingen um 1900

Die Höfe der frühen Franken lagen meist verstreut auf dem Lande; allerdings gab es auch dörfliche Siedlungsstrukturen und Weiler, insbesondere in der Nähe von Flüssen oder auf Waldlichtungen. Das am häufigsten verwendete Baumaterial war Holz. In den fränkischen Expansionsräumen westlich des Rheins und in Toxandrien knüpften die Franken an die aufgegebenen Siedlungsräume der Römer an.
Allerdings wurde in der merowingischen Eroberungsphase Galliens rund ein Viertel der heute bekannten Siedlungen auf zuvor unbewohntem Land angelegt. Von der Mitte des 7. Jahrhunderts an setzte im Merowingerreich ein erster Schub der Urbarmachung von Land ein. In diesem Zug veränderte sich die Siedlungsstruktur: Einzelgehöfte wurden seltener und sowohl die Zahl der losen Streusiedlungen als auch die der Weiler und Straßendörfer nahm zu. Darüber hinaus lässt sich eine größere Zahl spezialisierter Gebäude feststellen, beispielsweise Lagerhäuser und Werkstätten, und das Aufkommen christlicher religiöser Strukturen, wie Kirchen und Friedhöfe. Eine weitere Entwicklung war die interne Ausdifferenzierung der einzelnen Hofstellen. So wurden Wohnräume und Stallungen stärker getrennt. Auch nahm die Zahl von Wassermühlen, häufig in Verbindung mit Klöstern, zu.
Da die Viehhaltung eine große Rolle spielte, siedelte man wegen der Wasserversorgung bevorzugt an Gewässern.
Eine Hausgruppe umfasste Wohngebäude, Annexbauten, Stall- und Speicher, alles von einer Umfriedung eingezäunt. Die Überwindung des Zaunes (nicht erst das Eindringen ins Haus) stellte bereits eine Rechtsverletzung dar. In der Bauweise der Wohnhäuser lassen sich zwei unterschiedliche Typen unterscheiden:
- ebenerdige Pfostenbauten
- eingetiefte Grubenhäuser

Die Länge der ebenerdigen Bauten schwankte zwischen 10 und 40 Metern, die Breite lag in der Regel bei 4 bis 6 Metern. Die Balken-Konstruktion der Gebäude verlangte eine kompetente und solide Zimmermannsarbeit. Die Gebäude waren meist einschiffig, mit einem bis zum Dach offenen Mittelteil mit Herdraum. Nicht selten waren die Häuser Wohn-/Stallhäuser in denen in einem abgetrennten Bereich das Vieh untergebracht war. Das im heutigen Oberfränkischen so bezeichnete Ernhaus war so ein traufseitig erschlossenes Wohnstallhaus mit Eingang an der Längsseite, der in den Ern (den zentralen Flur mit Herd) führte.
Das Grubenhaus war einfacher angelegt. Es wurde eine rechteckige oder ovale Grube ausgehoben, im Durchmesser drei bis vier Meter. Mit einem bis zum Boden reichenden Dach versehen, mag es wie eine zeltartige Hütte ausgesehen haben.
Mehrere solcher Hofanlagen bildeten den Weiler oder das Dorf. Daran anschließend lagen die Gärten, Wiesen und Felder, je nach Gegend auch Weinberge. Die Namen der Dörfer endeten vielfach auf „-weiler“, „-rode“ und insbesondere auf Formen von „-heim“ oftmals umgeformt zu „-um“ (Beispiele: Gerresheim, Blankenheim, Latum = Latenheim, Ossum = Ochsenheim).

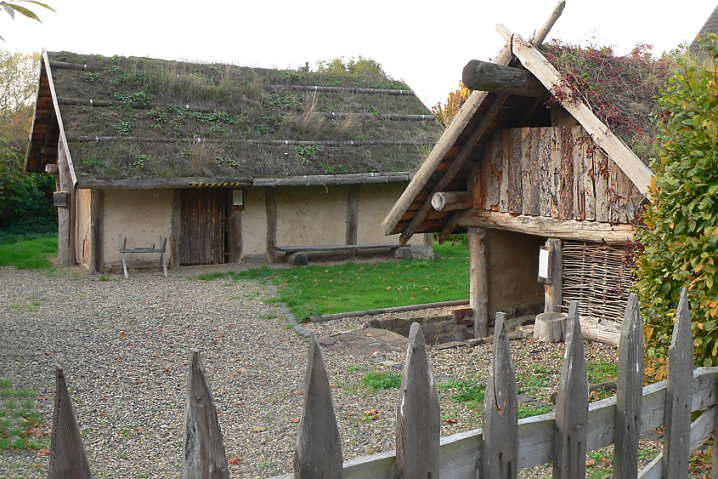
Mittelalterliches germanisches Dorf, Rekonstruktion aus Fritzlar-Geismar

Die Landwirtschaft bildete für die Franken die wichtigste Existenzgrundlage. Auch wenn (oder weil) der Bauer die Regel war, so gab es dafür kein spezielles Wort. Jeder auf dem Lande lebende Franke war ein Bauer. In Übersetzungen taucht die Bezeichnung „Ackerer“ oder „Ackermann“ auf. Das Wort Bauer – im Sinne von „das Land bebauen“ – entstand erst in der frühen Neuzeit.
Wegen der Vergänglichkeit der Materialien fand die Archäologie kaum Gerätschaften aus Holz oder Knochen, allerdings vereinzelt eiserne Pflugscharen, Sicheln, Sensen, Spaten- und Sägeblätter sowie Winzermesser. Ab dem 6. Jahrhundert war die Töpferscheibe üblich, davor fertigte man Tonwaren „von Hand“. Von besonderer Bedeutung war die Viehzucht. Rinder und Ziegen waren kleinwüchsig und von geringem Gewicht. Auch die Pferde waren mit einer Widerristhöhe von 140 cm von gedrungener Gestalt und wurden, neben Ochsen, auch zur Feld- und Waldarbeit herangezogen. Zur Fleischversorgung hielt man insbesondere Schweine, aber auch Geflügel (Hühner, Gänse).
Man geht heute von Schweineherden in der Größenordnung von 25 bis 50 Tieren aus, bei Rindern waren die Herden kleiner. Viehdiebstähle wurden streng geahndet. Die Lex Salica sah abgestufte Strafen für Viehdiebstähle vor. In den Volksrechten wird der Schweinehirt vor den Rinder-, Schaf- und Ziegenhirten hervorgehoben, etwa durch ein höheres Wergeld (Bußgeld für Totschlag). Teichgeflügel und Hühner hielt man auch wegen der Eier. Die Bienenhaltung war ein wichtiger Zweig der Landwirtschaft, da Honig im Prinzip das einzige Mittel zum Süßen von Speisen und Getränken darstellte (eingehegte Bienenkörbe zählten zum Hausfriedensbereich). Das Pferd war Arbeits- und Reittier; eine Pferdeherde bestand aus dem Hengst mit bis zu 12 Stuten und Fohlen.
Im merowingischen Gallien wurden vor allem Weizen, Gerste, Roggen und Hafer, im geringeren Umfang auch Einkorn, Dinkel und Hirse angebaut. Dazu kamen Erbsen, Linsen, Ackerbohnen, Wicke, Hanf und Flachs. Der Obstanbau konzentrierte sich auf Pflaumen, Äpfel, Birnen und Schattenmorellen. Eiserne Landwirtschaftsgeräte scheinen zu Beginn der merowingischen Periode nur wenig verbreitet gewesen zu sein, später stärker. Insgesamt fand die Metallverarbeitung im Merowingerreich bis in das 7. Jahrhundert hinein vornehmlich in kleineren ländlichen Werkstätten statt. In der späten Merowingerzeit entwickelten sich größere, spezialisierte Produktionsbetriebe. In der Keramikverarbeitung lässt sich ein ähnlicher Wachstums- und Konzentrationsprozess feststellen. Allerdings existierten in diesem Wirtschaftszweig schon zu Beginn der Merowingerzeit größere Produktionszentren und kleinere Werkstätten nebeneinander.
Auch der Fischfang mit Netz und Reuse hatte eine gewisse Bedeutung. An Getreide wurden die Vorläufersorten der heutigen Weizen- und Gerstenarten angebaut, in geringerem Maße auch Roggen und Hafer. Flachs diente zur Leinenherstellung und zur Ölgewinnung. Von den Römern kannten die Franken den Weinanbau. Im rechtsrheinischen Raum des Frankenlandes hielten sich die vorgenannten Strukturen bis in die Karolingerzeit. Im linksrheinischen Gebiet des heutigen Deutschland waren viele römische Siedlungen und Kastelle durch Frankenangriffe geplündert und zerstört und wurden nicht wieder besiedelt. Lediglich die großen Städte wie Köln, Trier, Koblenz oder Mainz waren durchgängig von der Römerzeit über die Frankenzeit bis in die Neuzeit bewohnt. Kastelle wie Gelduba wurden dem Erdboden gleichgemacht oder verfielen. Das gilt auch für die ehemals blühende Römerstadt Xanten (Colonia Ulpia Traiana). In der einige hundert Meter südlich errichteten neuen Stadt findet man reichlich als Baumaterial verwendete Mauersteine der alten Römersiedlung.
Anders war die Situation in den (gallorömischen) Städten – soweit sie nicht von den vor den Franken flüchtenden Bewohnern verlassen waren. Im heute französischen Teil des Frankenreiches fanden die Franken mit Mauern umgebene Städte und Häuser in Steinbauweise vor. Etliche Franken, insbesondere jene von höherem Stand, ließen sich dort nieder oder heirateten in städtische Familien ein.
Eine Unterscheidung der Siedlungsstrukturen, Bauweisen, der Bestattungsformen oder der Bräuche von Saliern, Rhein- und Moselfranken ist – für die frühe Frankenzeit – weder durch schriftliche Quellen belegt noch durch archäologische Befunde möglich.

### Kleidung und Ausrüstung

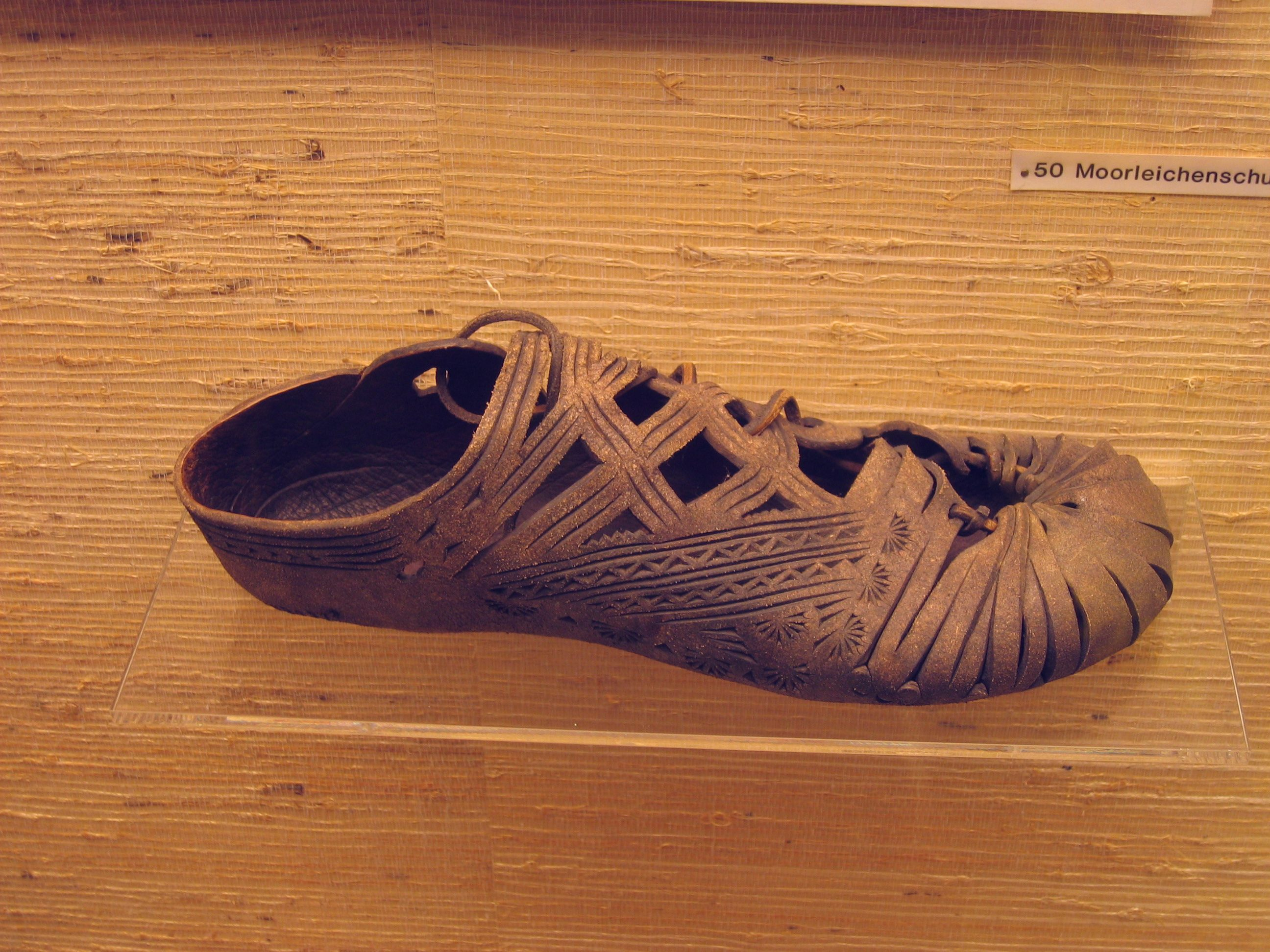
Rekonstruktion eines Bundschuhs aus dem 2. Jahrhundert

Aus Grabfunden, Abbildungen und Beschreibungen lässt sich ableiten, wie die Franken gekleidet waren. Als Hauptmaterial für die Kleidung ist Leinen und Schafwolle nachzuweisen. Die Männer trugen ein langes, eng anliegendes, hosenähnliches Beinkleid und Wadenbinden, dazu ein knapp knielanges Obergewand mit langen weiten Ärmeln. Ein Überwurf diente als Mantel.
Um die Hüften trug man Ledergürtel von bis zu 8 cm Breite und Schnallen aus Metall sowie Metallfibeln zum Zusammenhalten der Überwürfe. Die Frauen trugen ein tunika-ähnliches Gewand, aus einem rechteckigen Stück Stoff geschnitten und seitlich vernäht. Es wurde über die Schulter geworfen und von zwei Fibelspangen gehalten. An den Füßen trugen die Franken einfache Bundschuhe, mit Riemen zusammengezogen, deren Enden sich kreuzend um die Waden schlangen. Bundschuhe und Wadenbinden waren typisch fränkisch und bei den Gallorömern ungewohnt.
Über die Kleidung vornehmer Franken und ihres Kriegsgefolges berichtet der Gallorömer Sidonius Apollinaris:
„Was die Fürsten und ihre Gefolgsleute betrifft, so gewährten sie gar in Friedenszeiten einen furchterregenden Anblick. Ihre Füße waren bis zu den Knöcheln in Schuhe aus Fell geschnürt, ihre Waden unbedeckt, darüber eine bunte eng anliegende Kleidung. Ihre grünen Mäntel trugen dunkelrote Borten; ihre Schwerter hingen in Wehrgehängen von den Schultern herab und drückten gegen die Taille, von einem Ledergürtel umschlungen der mit Nägeln verziert war. Ihre Ausrüstung schmückte und schützte sie sogleich. Sie trugen Lanzen mit Widerhaken und Wurfäxte lagen in ihren rechten Händen; ihre linke Seite war mit Schilden geschützt, deren Glanz – silberweiß an den Rändern – goldgelb an den Schildbuckeln – sowohl den Reichtum als auch die Leidenschaft ihrer Träger verriet.“
An anderer Stelle fährt Sidonius fort:
„… Ihre Augen sind wasserhell, ihre Gesichter glatt rasiert, anstelle von Bärten tragen sie dünne Schnurrbärte, die sie mit einem Kamm pflegen.“
Leicht glorifizierend erklärt Sidonius später:
„… Sie haben Freude daran, durch den weiten Raum ihre Äxte zu schleudern und vorher zu wissen, wo sie niederfallen. Ihre Schilde zu schwingen und Speere zu schleudern, die sie in Sprüngen überholen…. Unbesiegt sind sie standhaft und ihr Mut überdauert fast noch ihr Leben.“
Die fränkischen Frauen trugen ihre Haare mit Haarnadeln zusammengehalten, oft als Knoten- oder Flechtkranzfrisur.
Aus der vom Fränkischen Geschichtsschreiber Einhard verfassten Vita des Frankenkaisers Karl der Große ist überliefert, wie sich der Kaiser selbst kleidete:
„… nach fränkischem Brauch jagte und ritt er fleißig. Er liebte die heißen Quellen (von Aachen) und schwamm sehr viel und gut. Oft badeten mehr als hundert Leute gemeinsam mit ihm. Er kleidete sich nach der Tracht der Franken: auf dem Körper ein Leinenhemd, die Oberschenkel bedeckten Leinenhosen; darüber eine Tunika, die mit Seide eingefasst war. Die Unterschenkel waren mit Bändern umhüllt. Auch seine Waden waren geschnürt und an den Füssen trug er Stiefel. Im Winter schützte er seine Schulter und Brust mit einem Wams aus Otterfell oder Marderfell. Darüber einen blauen Umhang. Er gürtete stets ein Schwert mit Griff aus Gold und Silber. Bei Empfängen trug er ein Schwert mit Edelsteinen besetzt. Ausländische Kleidung trug er nie. An hohen Festtagen trug er goldgewirkte Kleider und Schuhe und ein Diadem aus Gold und Edelsteinen. An gewöhnlichen Tagen war er wie jeder andere Franke gekleidet.“

Funde aus der Frankenzeit
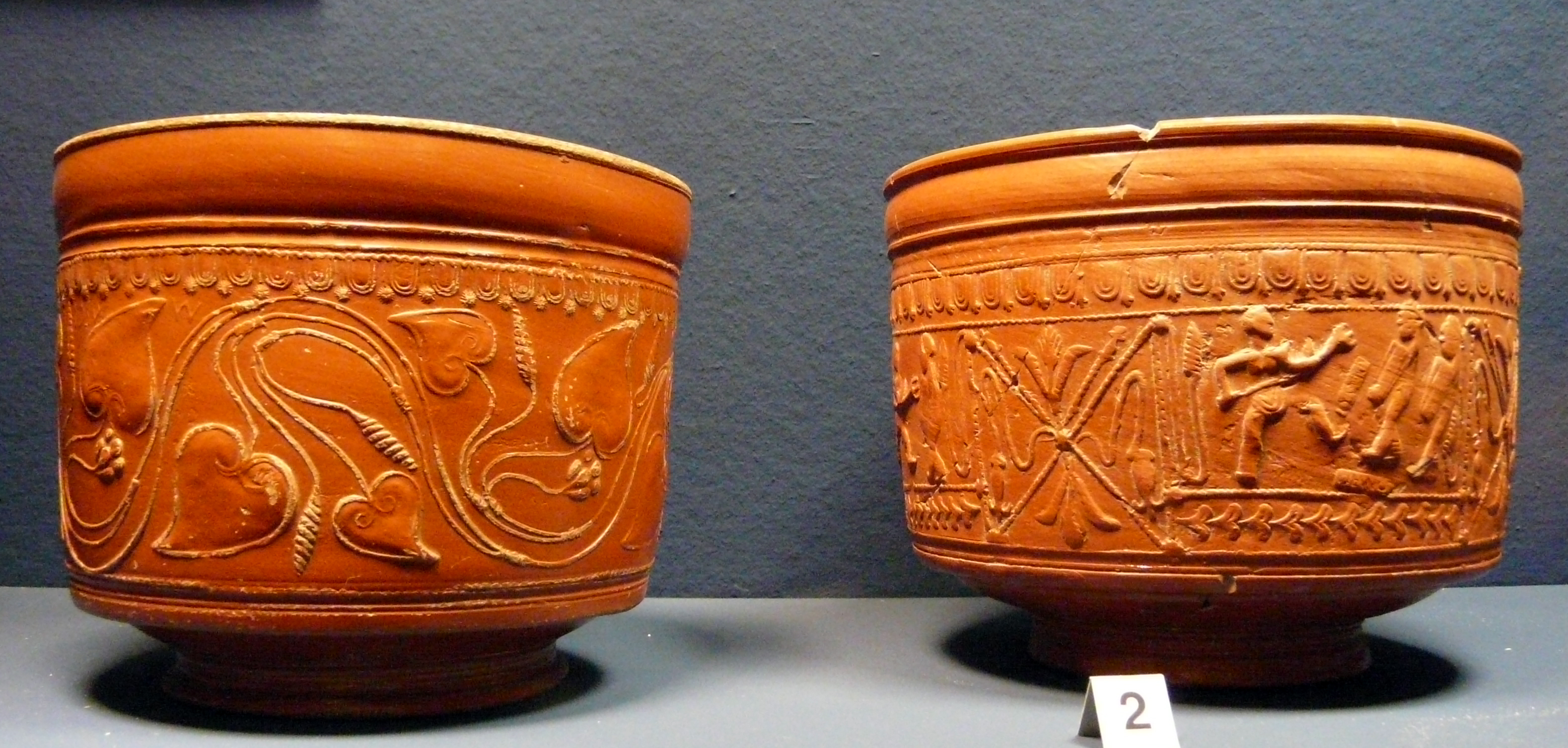
Südgallische Terra Sigillata (Anfang 1. Jh.)
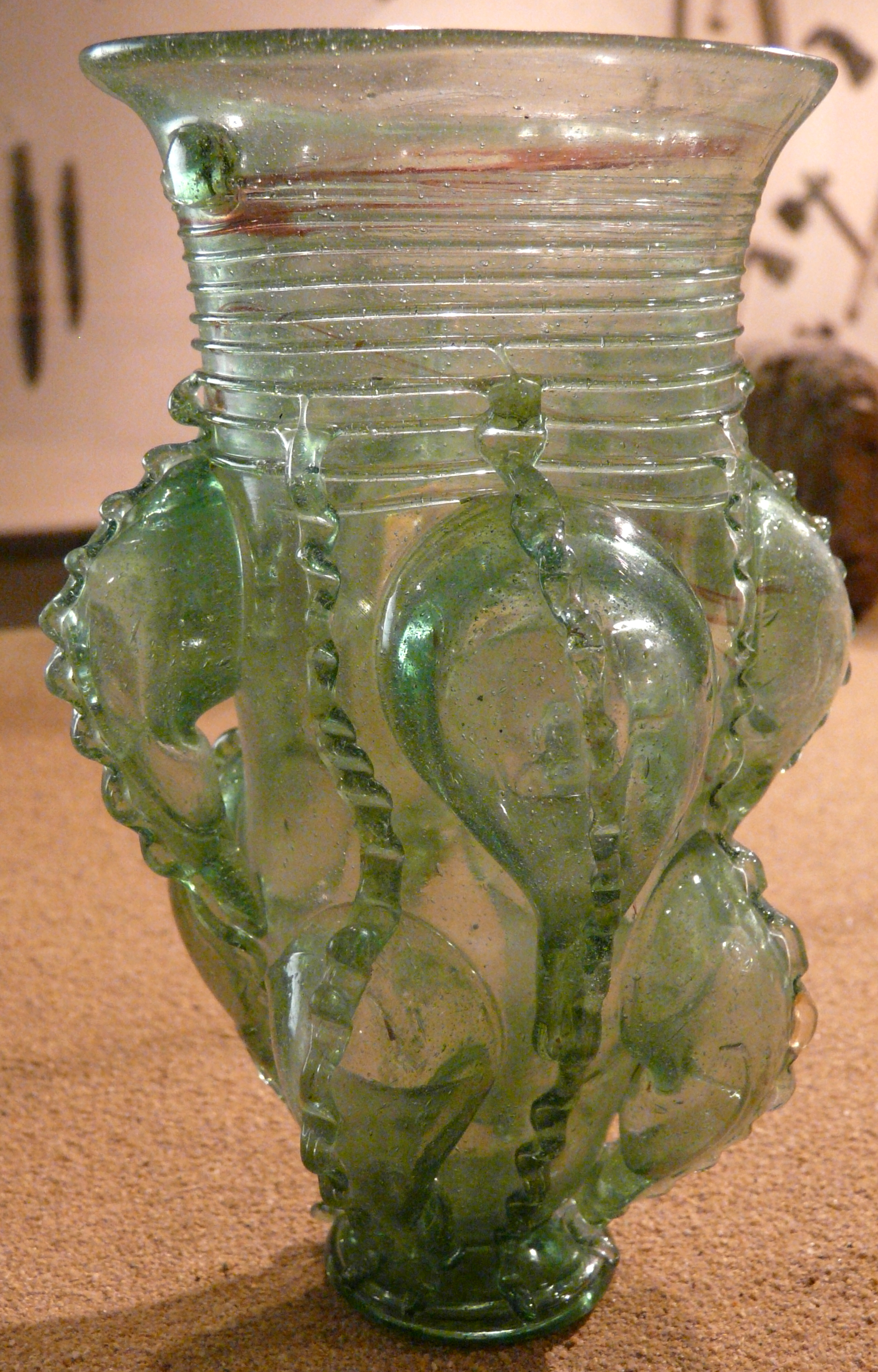
Fränkischer Rüsselbecher – Krefeld Gellep (6. Jh.)
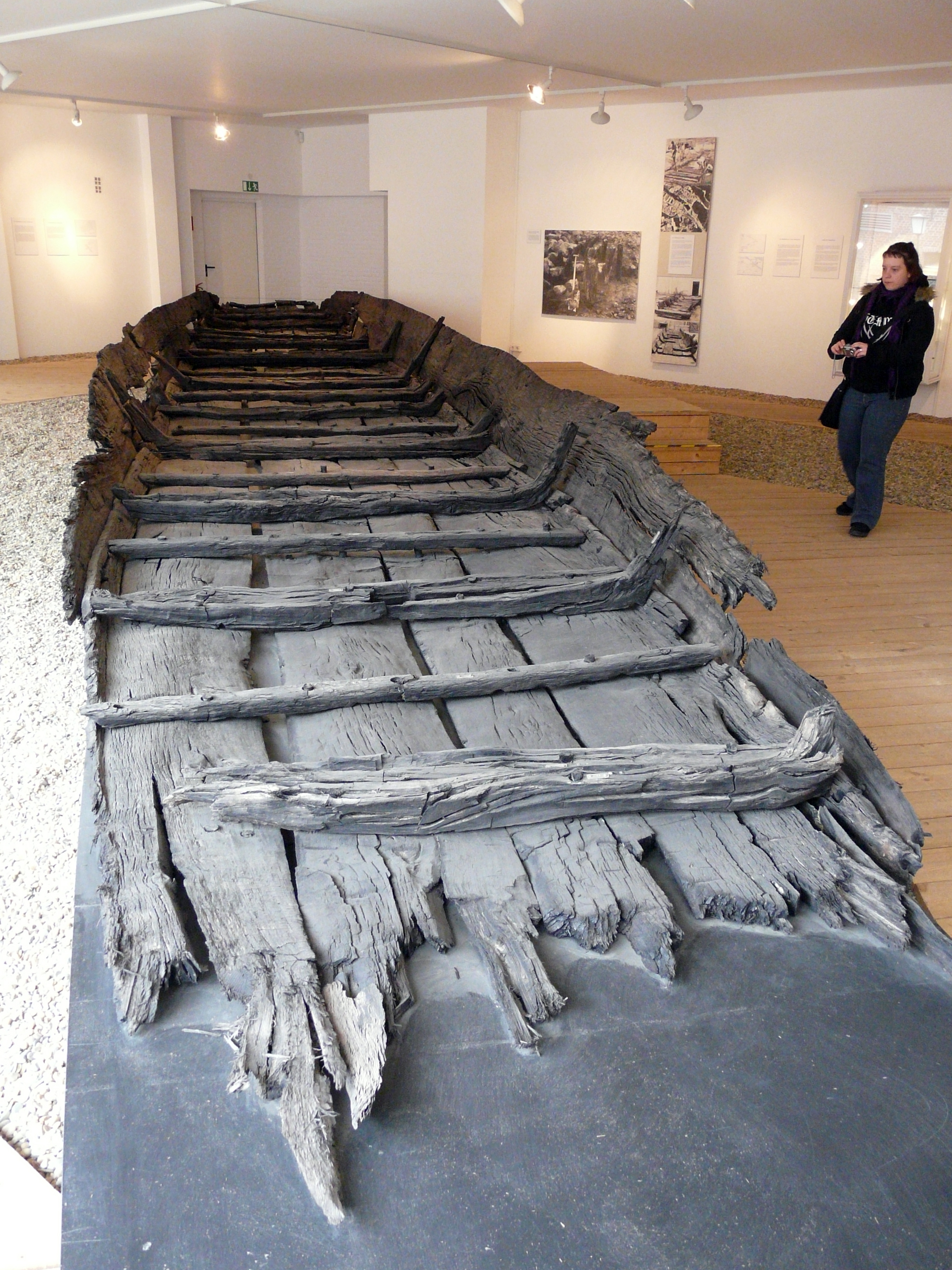
Fränkischer Rheinkahn – Krefeld-Gellep (Anfang 9. Jh.)
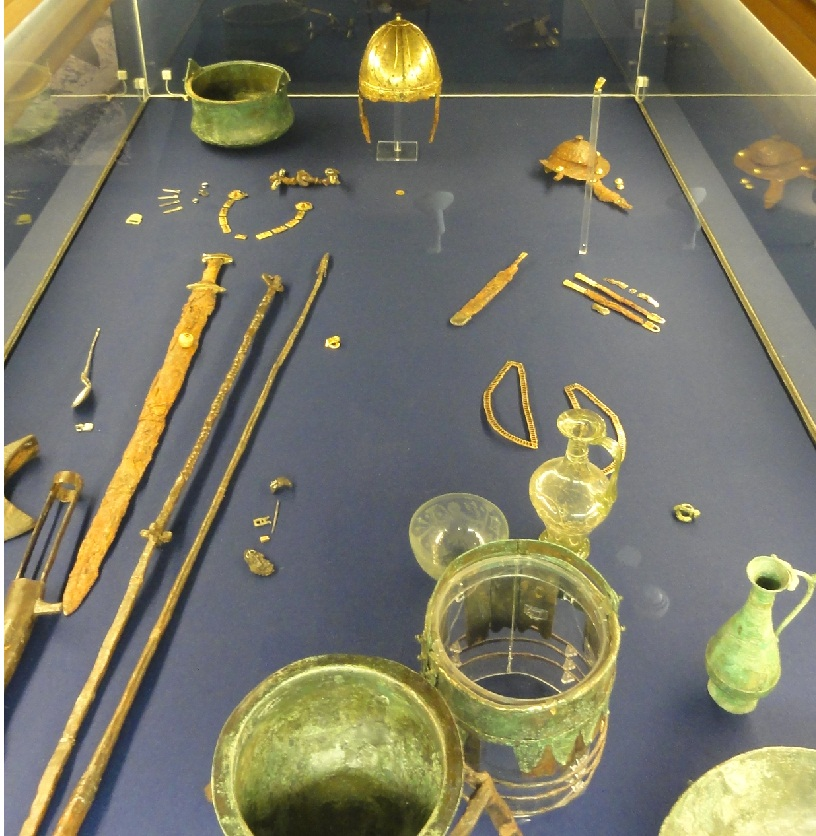
Inhalt Fränkisches Fürstengrab (6./7. Jh.)
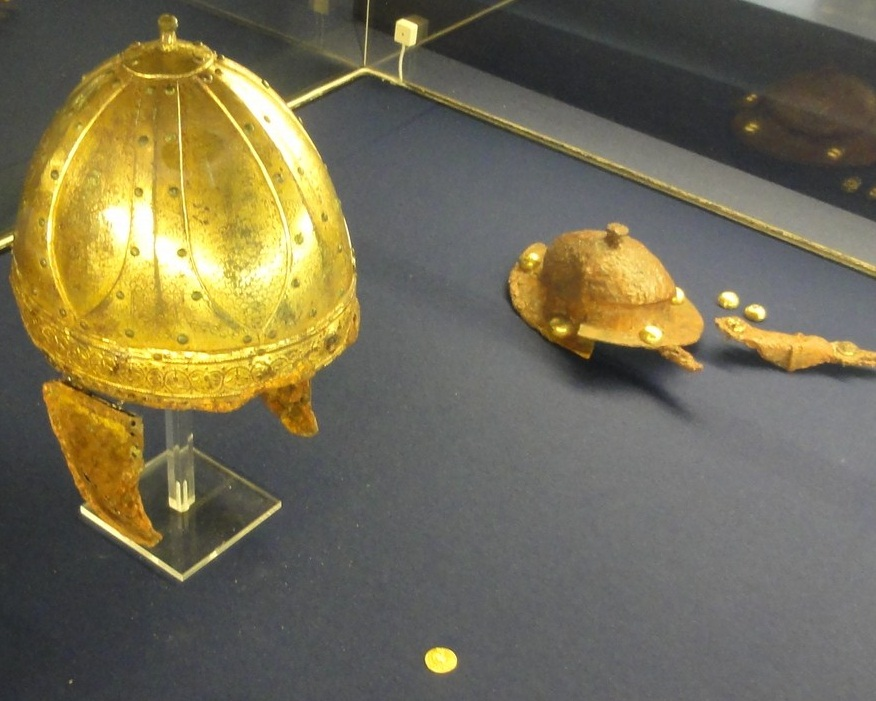
Goldener Spangenhelm aus dem Fürstengrab von Krefeld-Gellep (6./7. Jh.)
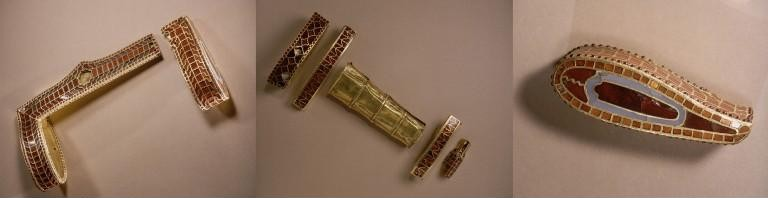
Schwertgriff-Teile des salfränkischen Königs Childerich I. (5. Jh.)
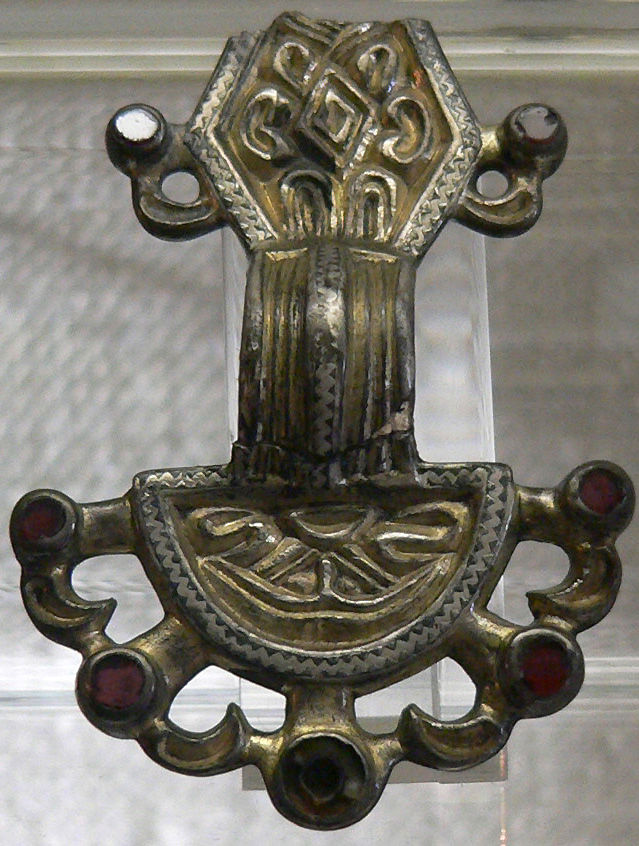
Fibel aus der Merowingerzeit (5./6. Jh.)

## Fränkische Sprache

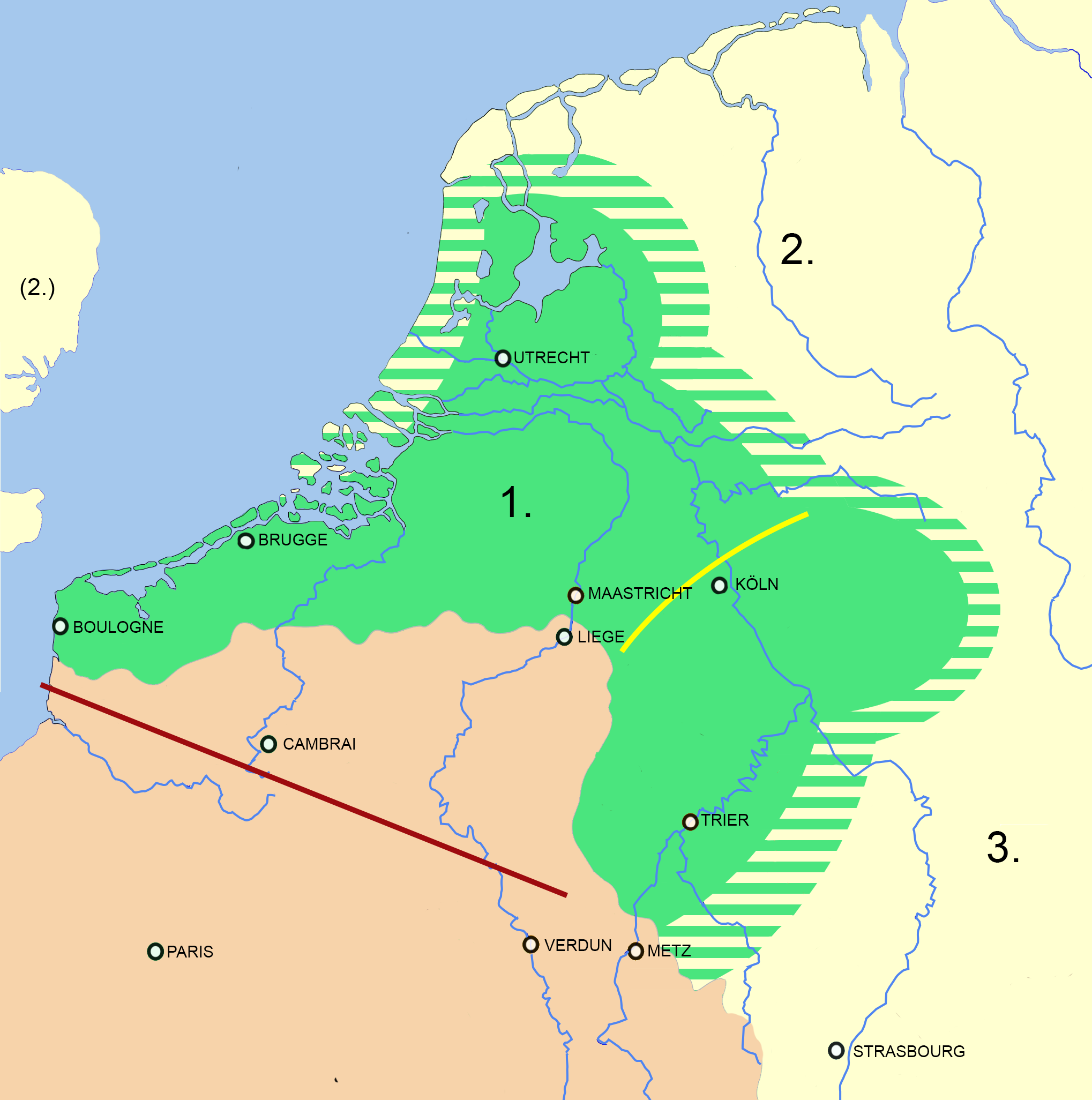
Näherung des altfränkischen Sprachraums der Spätantike, ohne kleinere Sprachinseln in Gallia Belgica.
Legende:
Altfränkische Varietäten (1.)
Nordsee- (2.) und Elbgermanische (3.) Varietäten
Romanische Varietäten
Somme-Aisne-Linie, nördlich davon dominieren germanische Ortsnamen.
Grenze der späteren, aus den elbgermanischen Gebieten verbreiteten, althochdeutschen Lautverschiebung im 7. Jh.

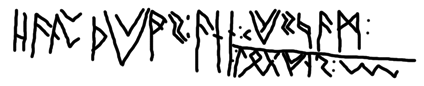
Die Runeninschrift von Bergakker.

Im Grunde könnte die altfränkische Sprache definiert werden als die jenseits der nordwestlichen Grenze des römischen Reiches gesprochenen spätgermanischen Varietäten rhein-weser-germanischer Herkunft. Im Vergleich mit den nordseegermanischen und elbgermanischen Sprachen nahmen die altfränkischen Varietäten eine Mittelstellung ein, da für diese Dialekte nur sehr wenig Ingwäonismen und keine Merkmale der hochdeutschen Lautverschiebung angenommen werden. Das zeitliche Spektrum des Altfränkischen umfasst im weitesten Sinne die Periode zwischen der Abspaltung der rheinwesergermanischen Dialekte vom Westgermanischen im 4. Jahrhundert bis zum Auftreten der hochdeutschen Lautverschiebung im 6. bis 7. Jahrhundert.
Die altfränkische Sprache ist nicht direkt überliefert und wurde anhand des Alt- und Mittelniederländischen und bestimmter germanischer Lehnwörter im Altfranzösischen teilweise rekonstruiert. Römische Autoren erwähnen in ihren Werken zwar einzelne germanische Wörter aus dem Bereich der Franken, wie vadam („Watt“, 2. Jh.) und tui („Zwei“, 3. Jh.), aber diese sind wegen der Latinisierung und fehlenden Kontexts problematisch. Die zur Mitte des 5. Jahrhunderts datierte Runeninschrift von Bergakker und eine in der Nähe von Maastricht gefundene Gürtelschnalle aus dem 6. Jahrhundert bilden die einzigen erhaltenen spätgermanischen Textquellen aus dem ehemaligen Siedlungsgebiet der Franken. Während die Maastrichter Gürtelschnalle nur die Inschrift Bobo (ein Personenname) enthält, wurden bei der Runeninschrift von Bergakker mehrere Wörter eingeschrieben. Die Interpretation der Runeninschrift ist aber nicht eindeutig und auch die altfränkische Klassifizierung ist nicht unumstritten, wenn auch wahrscheinlich.
Das Hauptgebiet der frühen Franken umfasste die südlichen Niederlande, Nordbelgien, die Departements Pas-de-Calais und Nord, den Niederrhein und Teile des Mittelrheins und des Moselgebiets. Die Grenze des fränkischen Sprachgebiets können im Norden und Osten nur skizziert werden, da die unterschiedlichen westgermanischen Varietäten damals fließend ineinander übergingen und auch die altfränkischen Varietäten untereinander keine Einheitssprache im modernen Sinne formten. Der Bereich der altfränkischen Sprache kann nicht mit den politischen Grenzen des Fränkischen Reichs gleichgesetzt werden. Schon seit den Eroberungen Chlodwigs im frühen 6. Jh. bildeten die Fränkischsprachigen eine Minderheit innerhalb des von den fränkischen Oberschichten dominierten Frankenreichs. Erst in Bezug auf die zahlreichere galloromanische Bevölkerung später mit der Unterwerfung der alamannischen, thüringischen, bajuwarischen und sächsischen Stammesgebiete, auch in Bezug auf die germanischsprachigen Bevölkerung. Diese prekäre Lage wurde besonders klar im Verlauf des Frühmittelalters, als am Mittelrhein deutliche und wachsende Einflüsse der Althochdeutschen Lautverschiebung aus dem alemannisch-bairischen Raum die dort beheimateten fränkischen Varietäten erreichten und in Nordfrankreich und Teilen Belgiens viele ursprünglich Germanischsprachige die altfranzösische Sprache übernahmen.
In den Niederlanden und Flandern entwickelte sich das Altfränkische im 6. Jahrhundert zum Altniederländischen. Über das Altniederländische und Mittelniederländische, entwickelte sich aus den altfränkischen Varietäten der heutigen Gebiete Belgiens, der Niederlande und Nordwestfrankreichs die heutige niederländische Sprache. Obwohl die Kontinuität zwischen dem Altfränkischen und dem Altniederländischen allgemein akzeptiert wird, ist diese für die germanische Dialekte im ehemaligen Ostfrankenreich wegen der hochdeutschen Lautverschiebung und Assimilierung süddeutscher Merkmale weniger eindeutig. Am Mittelrhein hat sich im Laufe des 7. Jahrhunderts die hochdeutsche Lautverschiebung in unterschiedlicher Stärke ausgedehnt und die Weiterentwicklung der ehemaligen altfränkischen Varietäten dieses Gebiets stärk geprägt. Die frühsten Anzeichen der zweiten Lautverschiebung im bairisch-alemannischen Raum werden auf das 4. bis 5. Jahrhundert datiert, aber der komplette Prozess wurde erst im 8. bis 9. Jh. abgeschlossen. Die Intensität der Verschiebung ist wechselhaft und nimmt aus alemannisch-bairischer Sicht nach Norden hin ab. Aus der Interaktion zwischen rhein-weser-germanischen und elbgermanischen Varietäten entstanden die späteren westmitteldeutschen Mundarten. Für das Ostfränkische gibt es keine Hinweise, dass die Dialekte sich direkt aus dem Altfränkischen entwickelten. Nach dem heutigen Kenntnisstand handelt es sich hierbei um elbgermanische Varietäten (wie auch Bairisch und Alemannisch) mit einem geringeren fränkischen Einfluss.
Im Westfrankenreich galt die romanisierte fränkische Elite nördlich der Loire und südlich der Somme bis spätestens 900 als überwiegend zweisprachig. Nach diesem Zeitpunkt galten die aus dem Altfränkischen entstanden Varietäten als von der dort mehrheitlich romanischsprachigen Bevölkerung an das Galloromanische bzw. Altfranzösische assimiliert. Dennoch hatte der germanische Hintergrund dieser Elite einen großen Einfluss auf die Entwicklung der heutigen französischen Sprache.

## Von den Merowingern zu den Karolingern
Der Konzentrationsvorgang im politischen Bereich, der schließlich unter Chlodwig I. zur Einigung der Salfranken mit den Rheinfranken führte, hatte das gemeinsame Volksbewusstsein aller in den Grenzen des Reiches lebenden Franken gefördert. Dies äußerte sich in den niedergeschriebenen Volksrechten, der Lex Salica und der Lex Ripuaria, in denen die Mitglieder des fränkischen Volkes gegenüber anderen Stämmen und Ethnien abgegrenzt werden. Die Entwicklung von Teilstämmen über den Großstamm bis zur Volksbildung war spätestens mit der Vereinigung von Salfranken und Rheinfranken im Reich abgeschlossen. Danach setzte aber bereits ein Prozess ein, der im 9. Jahrhundert zur sprachlichen Trennung des Volkes führen sollte.
Die durch den Übertritt Chlodwigs I. zum (katholischen) Christentum vollzogene religiöse Annäherung an die ebenfalls katholische gallorömische Bevölkerung und die gesetzliche Toleranz gegenüber Heiraten zwischen den Ethnien hatte den Grundstein für eine kulturelle, aber auch (beim Großteil der Salfranken) sprachliche Verschmelzung mit der unterworfenen Bevölkerung gelegt. Die im heutigen deutsch-niederländischen Sprachraum siedelnden Franken hingegen assimilierten die unterworfene Bevölkerung sprachlich und kulturell.
Unter den Merowingern kam es in der Folgezeit immer wieder zu internen Machtkämpfen und mehrmals zu Reichsteilungen. Sie verloren im Laufe des 7. Jahrhunderts an Macht und gerieten unter den Einfluss der immer einflussreicheren Hausmeier, die Zug um Zug die Regierungsgewalt übernahmen. Bedeutung erlangte noch einmal der Merowinger Dagobert I. (629–639), der zunächst als Herrscher in Austrasien und anschließend im Gesamtreich herrschte. Danach waren die Pippiniden bzw. die frühen Karolinger faktisch die Herrscher im Reich, wenngleich die Merowinger weiterhin bis Mitte des 8. Jahrhunderts die Könige stellten. Der bedeutendste frühe Karolinger war Karl Martell (ein unehelicher Sohn des Hausmeiers Pippin des Mittleren), der die Alamannen und Thüringer der Herrschaft der Hausmeier unterwarf und Bayern in Abhängigkeit zum Frankenreich brachte. Im Jahre 732 besiegte sein Heer die Araber und hinderte sie an einem weiteren Vordringen nach Mitteleuropa.
Unter den Söhnen Karl Martells wurde der letzte merowingische Schattenkönig Childerich III. abgesetzt; Karl Martells Sohn Karlmann ging in ein Kloster, dessen Bruder Pippin wurde im Jahre 751 zum König der Franken gewählt. Nach Pippins Tod erfolgte eine Reichsteilung unter seinen Söhnen Karl und Karlmann – letzterer starb aber vor dem Ausbruch von Streitigkeiten und somit konnte Karl der Große die Macht im Frankenreich übernehmen. Unter Karl dem Großen, der im Dezember des Jahres 800 zum Kaiser gekrönt wurde und somit das westliche Kaisertum erneuerte, erreichte das Frankenreich seine größte Ausdehnung. Karl gliederte die Sachsen nach den brutal geführten Sachsenkriegen seinem Reiche ein und dehnte die Grenzen bis in die slawischen Gebiete und bis nach Nordspanien aus. Das Frankenreich war längst kein „Land der Franken“ mehr, sondern ein Vielvölkerreich und umfasste den Kernraum der westlichen Christenheit.
Der Trennungsprozess des Frankenvolkes wurde endgültig deutlich bei der Bündnisbesiegelung zwischen den Enkeln Karls des Großen, dem westfränkischen König Karl dem Kahlen und dem ostfränkischen König Ludwig dem Deutschen gegen ihren Mitbruder Lothar. Die dabei am 14. Februar 842 gesprochenen Straßburger Eide wurden in zwei unterschiedlichen Volkssprachen geleistet, weil die jeweiligen Gefolgsleute die Sprache der anderen Seite nicht (mehr) verstanden. Die Teilung war endgültig besiegelt im Vertrag von Verdun im Jahre 843.
Die unter Chlodwig I. erstmals vereinten Teilstämme waren fortan sprachlich getrennt und in spätkarolingischer Zeit entstanden schließlich mit West- und Ostfranken zwei getrennte Reiche. Der Begriff des „Volkes der Franken“ trat immer mehr zurück. Im Westen dominierte fortan die neue, durch Verschmelzung entstandene galloromanische (altfranzösische) Sprache, im Osten hatten die fränkischen Mundarten Bestand.

## Chronologie bis Chlodwig I.
(Von der ersten Erwähnung bis zur Vereinigung der Teilvölker unter Chlodwig I.; Auszug):
- 257/259 finden Raubzüge germanischer Gruppen gegen die Römer statt, die in späteren Quellen als Franken bezeichnet werden
- 275/76 stoßen (proto)-fränkische Stämme vom rechten Rheinufer wiederholt in römische Gebiete vor
- 288/89 unterwirft sich der Heerführer Gennobaudes dem römischen Kaiser Maximian, der dafür Gennobaudes als Kleinkönig bestätigt
- 291 erste überlieferte Erwähnung des Namens der „Franken“ – die Namen der Stämme bleiben aber in Gebrauch
- 294 Franken dringen in die „Batavia“ vor, werden dort von Constantius I. als Laeten angesiedelt
- 306/307 Einbruch fränkischer Gruppen in Gallien (siehe Ascaricus). Es folgen römische Strafaktionen gegen die Brukterer; die fränkischen Anführer werden in Trier den Raubtieren vorgeworfen.
- 313 bis 341 Einfälle von Franken in linksrheinisches Gebiet. Trier und Köln werden wiederholt angegriffen
- 352 Zusammenbruch der römischen Rheinlinie, Rheinfranken setzen sich linksrheinisch fest
- 356 bis 387 Kämpfe zwischen Römern und Franken mit wechselnden Erfolgen
- 388 unter den römischen Kaisern Valentinian I. und Gratian erlangen fränkische Heerführer militärische Spitzenpositionen (etwa Merobaudes, Richomer, Bauto, Arbogast der Ältere). im Kampf gegen die Alamannen
- 388 bis 400 ständige Unruhen am Rhein, unter anderem unter den fränkischen Anführern Marcomer, Gennobaudes und Sunno. Aus Sicherheitsgründen Verlegung der römisch-gallischen Präfektur von Trier nach Arles
- 413 bis 435 Franken greifen wiederholt Trier an; 435 fällt die Stadt in die Hand der Franken
- 446 Chlodio, Anführer der Salfranken, durchquert den Kohlenwald und erobert das Land bis zur Somme
- 451 in der Schlacht auf den Katalaunischen Feldern kämpfen Franken auf Seiten der Römer wie auf Seiten des Hunnenkönigs Attila.
- 455 bis 460 Merowech, Namensgeber für das Geschlecht der Merowinger, regiert bei den Salfranken.
- um 459 Köln fällt endgültig in die Hand der Franken und wird Residenz der rheinfränkischen Könige.
- 463 und folgende Jahre: der Merowinger Childerich I., König der Salfranken, dringt bis Paris vor; wiederholte Kampfhandlungen im Loiregebiet (siehe auch Adovacrius).
- 483 in Köln regiert der rheinfränkische Kleinkönig Sigibert
- 486/87 Chlodwig I. (Sohn Childerichs) besiegt den Römer Syagrius und beseitigt damit die letzte römische Bastion in Gallien.
- 496/97 in der Schlacht von Zülpich kämpfen der rheinfränkische König Sigibert von Köln und der salfränkische Merowinger Chlodwig I. gemeinsam gegen die Alamannen. Nach dem Sieg tritt Chlodwig zum Christentum über.
- 509 Der salfränkische König Chlodwig I. stiftet Sigiberts Sohn Chloderich zu einem Attentat auf seinen Vater an. Anschließend beseitigt Chlodwig auch Chloderich. Chlodwig I. wird von den Rheinfranken zum König erkürt; Vereinigung von Rheinfranken und Salfranken.
- 511: Tod Chlodwigs und Reichsteilung

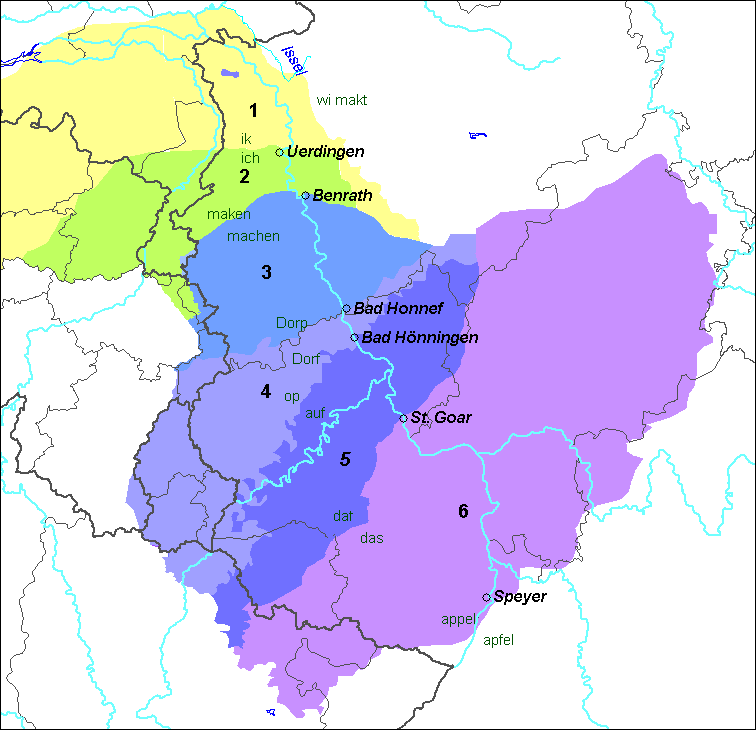
Der Rheinische Fächer
Niederfränkisch:
1: Nordniederfränkisch (Brabantisch, Kleverländisch, Ostbergisch)
2: Südniederfränkisch (Limburgisch)
Westmitteldeutsch:
3: Ripuarisch
4: Westmoselfränkisch
5: Ostmoselfränkisch
6: Rheinfränkisch

## Bezeichnung der Franken
Historisch gesehen gibt es eine Gleichsetzung der Begriffe „Salier“ und „Salfranken“ einerseits sowie der Begriffe „Rheinfranken“ und „Ripuarier“ andererseits. Die frühen „Salier“ sind allerdings abzugrenzen vom Geschlecht der Herzöge von Lothringen und Oberfranken des 11./12. Jahrhunderts, die sich ebenfalls „Salier“ nannten.
Auch die Gleichsetzung von „Rheinfranken“ und „Ripuariern“ ist heute nur bedingt gerechtfertigt. „Rheinfranken“ waren alle Franken, die vom Mittelrhein mit Schwerpunkt Köln sich nach Süden, Südosten und Südwesten ausgebreitet haben, mit der Untergruppe der „Moselfranken“. Ab dem 6. Jahrhundert nannte man die Rheinfranken auch „Ripuarier“ (Uferbewohner). Unter Mundartgesichtspunkten werden heute als „Ripuarisch“ aber nur die rheinübergreifenden Dialekte im Süd-West-Bergischen über Köln bis Aachen bezeichnet; davon abzugrenzen sind Moselfränkisch an der Mosel und Rheinfränkisch im Rhein-Main-Gebiet sowie die niederfränkischen Dialekte am (deutschen) Niederrhein, in den Niederlanden und Belgien, die sich vom Salfränkischen ableiten, entsprechend dem vom Landschaftsverband Rheinland (LVR) herausgegebenen Rheinischen Fächer.
Zahlreiche Dialekte des deutschen und niederländischen Sprachraumes im heutigen Deutschland, Belgien, Luxemburg und den Niederlanden – aber auch Afrikaans und andere Auswandererdialekte – wurden traditionell als fränkisch bezeichnet.
Die moderne Region Franken bildete historisch das östliche Siedlungsgebiet des Volksstammes. Archäologisch ist im 6. und 7. Jahrhundert eine starke Frankisierung des Gebiets festzustellen. So finden sich fränkische Gräber aus dieser Zeit in Nordbayern. Die Siedlungsbewegung der Franken von Westen nach Osten wird Fränkische Landnahme genannt. Ob diese als gewaltsamer Eroberungsfeldzug oder als schrittweiser Prozess zu interpretieren ist, wird in der Wissenschaft diskutiert.